# Agencia Central de Inteligencia
La Agencia Central de Inteligencia (en inglés: Central Intelligence Agency, o por sus siglas, CIA) es un servicio de inteligencia exterior de naturaleza civil del Gobierno federal de Estados Unidos encargado de recopilar, procesar y analizar información de seguridad nacional de todo el mundo, principalmente mediante la utilización de inteligencia humana.
La CIA tiene sus oficinas centrales en Langley (Virginia), a pocos kilómetros de la capital estadounidense, Washington D. C. Sus empleados, por lo general, operan en las embajadas de los Estados Unidos repartidas por todo el mundo. Es la única agencia de inteligencia estadounidense que goza de independencia, pues solo debe rendir cuentas al director de Inteligencia Nacional. Por el poder del que goza la agencia, ha llegado a ser considerada como un Estado dentro del Estado.
La CIA desempeña tres actividades principales y por las que tradicionalmente se ha distinguido: recopilar información sobre gobiernos extranjeros, corporaciones e individuos; analizar esa información junto a los otros datos recogidos por sus agencias hermanas; y proporcionar una evaluación sobre inteligencia para la seguridad nacional, para que así Estados Unidos enfoque correctamente sus políticas.
Por otro lado, se encarga de realizar o supervisar actividades encubiertas y otras operaciones tácticas. Los ejecutores de estas actividades pueden ser miembros de la agencia, militares del Ejército de los Estados Unidos u otros socios gubernamentales o privados. La agencia tiene una considerable influencia en política exterior gracias a sus divisiones tácticas, como la División de Actividades Especiales.
Los presupuestos y el número de empleados de la CIA son información clasificada. En 2013, último año del que se tiene registro, gracias a las revelaciones sobre vigilancia mundial de Edward Snowden, extrabajador de la CIA y la NSA, se pudo conocer el presupuesto de las grandes agencias estadounidenses, incluyendo a la CIA, que para 2013 tenía a su disposición 14.700 millones de dólares y la integraban unos 21.575 empleados.Esto la sitúa como la agencia de inteligencia con mayor presupuesto, superando a la NSA, en casi un 50%. La agencia posee la entidad de capital riesgo In-Q-Tel, que ayuda a financiar y desarrollar tecnologías de interés para la agencia, como aviones de reconocimiento y satélites espía. La CIA desarrolla operaciones encubiertas paramilitares
y posee divisiones específicas para la lucha contra el terrorismo u operaciones cibernéticas, como la Information Operations Center (IOC).
Documentos desclasificados por la propia CIA o revelaciones hechas por el Senado de los Estados Unidos a través de los sucesivos Comités de Inteligencia demuestran que, a lo largo de su historia, la CIA ha planeado, intervenido, dirigido o ejecutado numerosos asesinatos e intentos de asesinato de importantes personalidades políticas, golpes de Estado, derrocamientos de gobiernos contrarios a las posiciones de los Estados Unidos,entrenamiento y financiación de organizaciones terroristas o paramilitares, torturas,
vigilancia masiva de individuos o secuestros selectivos.Por otro lado, periodistas y medios de todo el mundo han acusado a la agencia de haber violado las Convenciones de Ginebra. También se le imputa la violación de la Declaración Universal de los Derechos Humanos al haber realizado experimentos en humanos en contra de su voluntad, haber cooperado en el tráfico de drogas con organizaciones criminales, haber aplicado técnicas de interrogatorio mejoradas, haber cometido asesinatos selectivos (incluyendo el uso de drones) y rendiciones extraordinarias.

## Origen y propósito
La CIA tiene sus orígenes en la Oficina de Servicios Estratégicos (OSS), un servicio de inteligencia creado durante la Segunda Guerra Mundial para coordinar las actividades de espionaje y otras operaciones secretas contra las Potencias del Eje dentro de las Fuerzas Armadas de Estados Unidos. El Acta de Seguridad Nacional de 1947 estableció oficialmente la Agencia Central de Inteligencia, delimitando sus funciones y alcance —no police or law enforcement functions, either at home or abroad—. De esta forma, la CIA se convirtió en la primera agencia de inteligencia establecida en tiempos de paz.

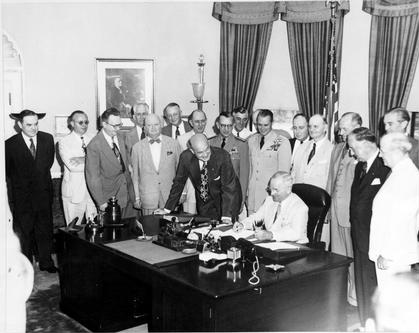
El Presidente Harry Truman firmando unas enmiendas a la National Security Act, 1949

De acuerdo con sus presupuestos fiscales del año 2013, filtrados, la CIA tiene en los últimos tiempos cinco prioridades:
- Contraterrorismo: es la máxima prioridad actual y se enmarca en la denominada por Estados Unidos Guerra Global contra el Terrorismo.[36]
- Evitar la proliferación de armas nucleares y otras armas de destrucción masiva en nuevos países, señalándose a Corea del Norte como uno de sus objetivos más difíciles.[36]
- Proteger a los líderes de Estados Unidos en el extranjero; en este apartado se describe a Pakistán como un blanco intratable.[36]
- Contrainteligencia: se señala a China, Rusia, Irán, Cuba e Israel como sus objetivos prioritarios.[36]
- Inteligencia cibernética.[36]

La CIA ha sido y es objeto de muchas críticas en relación con sus fallos en seguridad y contrainteligencia, sus errores en los análisis de datos, problemas de derechos humanos, investigaciones externas y desclasificación de documentos comprometedores, intentar influir en la opinión pública mediante la propaganda y los medios de comunicación, el tráfico de drogas y mentir al Congreso. En cambio, otras voces, como el desertor del Bloque Oriental, Ion Mihai Pacepa, han defendido las actuaciones de la CIA, describiéndola como «la mejor organización de inteligencia del mundo» y argumentando que «las actividades de la CIA están sometidas y controladas por un escrutinio incomparable con las otras agencias de inteligencia del mundo.»

## Estructura orgánica

Gráfico con la estructura básica de la Agencia Central de Inteligencia

En su estructura fundamental, la CIA posee una Oficina Ejecutiva y varios organismos, además de cuatro directorios principales:
- El Directorio de Análisis: responsable de toda la inteligencia de investigación y analítica.
- El Directorio de Operaciones, se dedica a la recolección de inteligencia de forma clandestina y acciones encubiertas (durante los primeros tres lustros del siglo XXI se denominó Servicio Nacional Clandestino).
- El Directorio de Apoyo.
- El Directorio de Ciencia y Tecnología.

En 2015 la CIA anunció una serie de planes para la reorganización y reforma radical de toda la agencia, de cara a actualizarse para los nuevos retos del siglo XXI. Entre los cambios anunciados en el comunicado desclasificado se contempló la creación de un quinto directorio, el Directorio de Innovación Digital.

### Oficina Ejecutiva
El Director de la Agencia Central de Inteligencia depende directamente del Director Nacional de Inteligencia (DNI). En la práctica, el DNI informa al Congreso y a la Casa Blanca. El Congreso posee distintos mecanismos para supervisar las actividades de la CIA, aunque en la práctica el Congreso tiene una función rectora.
La Oficina Ejecutiva facilita labores de apoyo de la CIA a las fuerzas armadas de Estados Unidos, para que así la información recogida sea transmitida a las organizaciones de inteligencia militar y se mejore la coordinación en las actividades de campo. El director Adjunto de Apoyo Militar (Associate Director for Military Support), un oficial militar de alto rango, gestiona la relación entre la CIA y el Unified Combatant Command, quien produce inteligencia regional y consume inteligencia nacional; el director Adjunto es asistido por la Oficina de Asuntos Militares (Office of Military Affairs) en la prestación de apoyo a todas las ramas del ejército estadounidense.
En el Directorio de Operaciones, un director adjunto asociado para Operaciones Militares se encarga de la inteligencia humana clandestina y las acciones encubiertas en apoyo a las operaciones militares.
La CIA produce inteligencia a nivel nacional y la pone a disposición de otras organizaciones, por lo general a toda la comunidad de inteligencia.

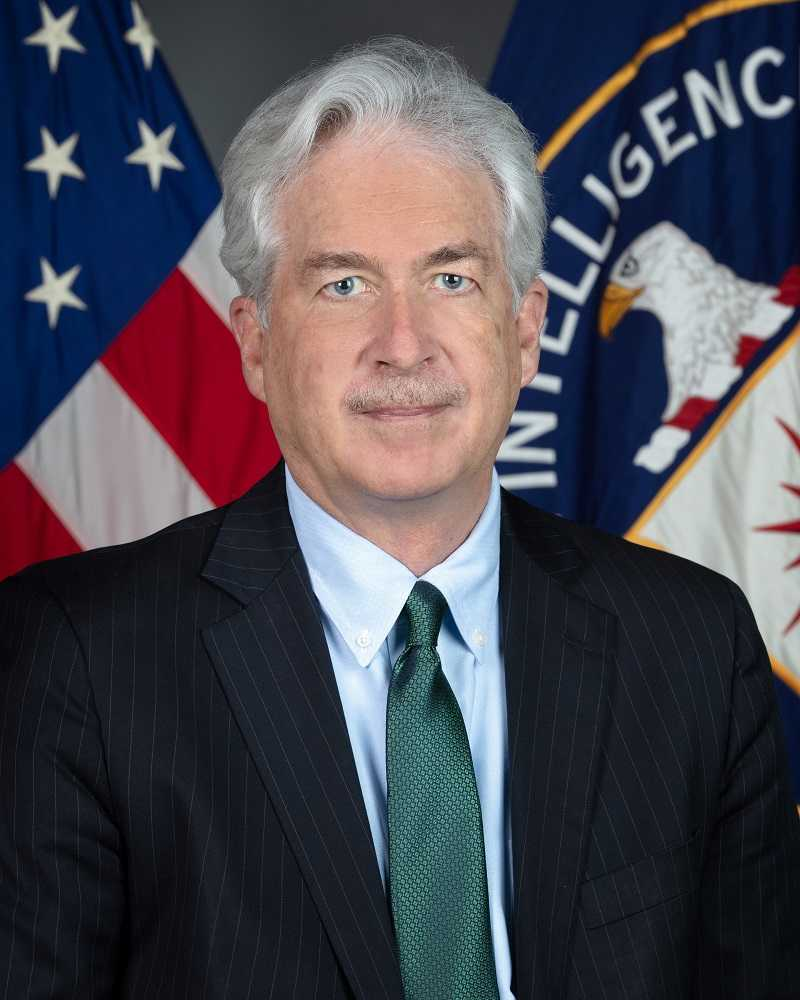
William Joseph Burns, actual director de la agencia

### Directorio de Análisis
El Directorio de Inteligencia produce las fuentes de investigación para cuestiones extranjeras e intercontinentales consideradas claves, como alteraciones geopolíticas o movimientos antigubernamentales. Posee cuatro grupos regionales de análisis, seis grupos transnacionales y dos unidades adicionales de apoyo.

### Directorio de Operaciones
El Directorio de Operaciones (anteriormente llamado Servicio Nacional Clandestino) es responsable de la recolección de inteligencia en el extranjero, principalmente a través de fuentes HUMINT clandestinas y acciones encubiertas. El nuevo nombre tiende a reflejar su papel como coordinador de las actividades de inteligencia humana con el resto de operaciones HUMINT de la Comunidad de Inteligencia. El directorio se creó a raíz de la rivalidad de la CIA con el Departamento de Defensa en cuestiones de influencia, filosofía y presupuesto. A pesar de ello, el Departamento de Defensa posee su propio servicio de inteligencia clandestina global, el Servicio Clandestino de Defensa (Defense Clandestine Service), que se encuentra bajo el mando de la Agencia de Inteligencia de la Defensa.
La actual estructura y organización de este directorio es información clasificada.

### Directorio de Apoyo

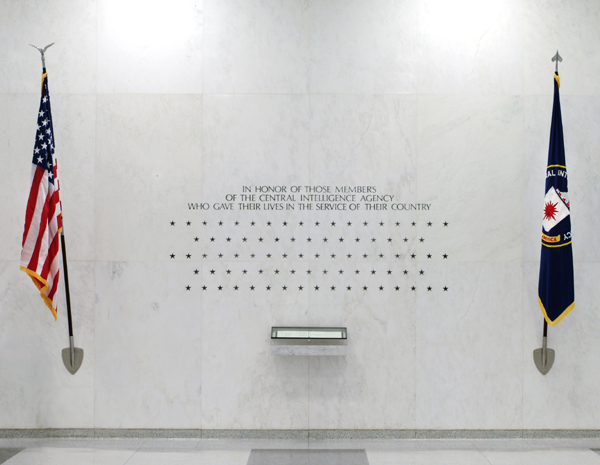
Memorial en la sede central de la CIA de Langley, Virginia, en honor a los agentes de la agencia muertos en acto de servicio (reconocidos). Cada estrella representa a uno de ellos (83 cuando se tomó la imagen, aunque actualmente supera la centena), en el caso de algunos agentes, su identidad es clasificada

El Directorio de Apoyo tiene funciones administrativas y de organización de unidades específicas, entre las que se incluyen la Oficina de Seguridad, la Oficina de Comunicaciones y la Oficina de Tecnología de la Información. Sus funciones también incluyen labores de mantenimiento de datos, seguridad, comunicaciones y operaciones financieras. Este Directorio también tiene una Oficina de Capacitación donde se captan nuevos empleados y se les capacita en labores de criptografía, vigilancia o en formación paramilitar.

### Directorio de Ciencia y Tecnología
El Directorio de Ciencia y Tecnología se creó para investigar, crear y desarrollar equipos de alta tecnología y otros equipamientos. Muchas de sus innovaciones fueron transferidas a otros organismos de inteligencia o se utilizaron en servicios militares.
Por ejemplo, el desarrollo del famoso avión espía U-2 de gran altitud fue desarrollado por este Directorio en cooperación con la Fuerza Aérea de Estados Unidos. La misión original del U-2 era obtener imágenes clandestinas de áreas restringidas de la Unión Soviética. Posteriormente estos aviones se utilizarían para inteligencia de señales y otras labores de inteligencia, bajo el mando de la Fuerza Aérea.
Las imágenes de inteligencia obtenidas por los U-2 o la red de satélites de reconocimiento eran analizadas por la DS&T, ahora llamada National Photointerpretation Center (NPIC), donde trabajaban analistas de la CIA y militares. Posteriormente el NPIC fue transferido a la Agencia Nacional de Inteligencia-Geoespacial (NGA).
La CIA siempre ha mostrado gran interés en el uso de tecnología avanzada para mejorar su eficacia. Este interés históricamente ha tenido dos objetivos principales:
- El mejor aprovechamiento de la tecnología y los recursos.
- Evolucionar tecnológicamente para competir contra las nuevas tecnologías que la Unión Soviética y sus servicios de inteligencia (KGB) pudieran desarrollar.[47]

En 1999, la CIA creó la firma de capital riesgo In-Q-Tel para financiar y desarrollar tecnologías de interés para la agencia. Esta firma ha permitido la financiación de empresas que desarrollan aviones espía o satélites.

## Historia de la CIA
La Agencia Central de Inteligencia fue creada tras la aprobación por parte del Congreso de Estados Unidos de la Ley de Seguridad Nacional de 1947, promulgada por el presidente Harry S. Truman. Su creación se inspiró en los éxitos de la Oficina de Servicios Estratégicos (OSS) durante la Segunda Guerra Mundial, que había sido disuelta en octubre de 1945, tras el final de la guerra, y sus competencias transferidas a los Departamentos de Estado y de Guerra. En noviembre de 1944, William J. Donovam, el creador de la OSS ya había propuesto al presidente estadounidense, Franklin Roosevelt, crear una nueva organización bajo la supervisión directa del Presidente que «consiguiera información de inteligencia tanto con métodos reconocidos como encubiertos y al mismo tiempo, proporcionarle una orientación estratégica a esa inteligencia y determinar los objetivos nacionales en inteligencia y compartirla con las demás agencias gubernamentales». Este plan pretendía crear una poderosa agencia que centralizara y coordinara a todos los servicios de inteligencia. También se propuso que la agencia tuviera autoridad para llevar «a cabo operaciones subversivas en el extranjero pero sin desempeñar funciones policiales o de orden público ni en Estados Unidos ni en el extranjero».

### Predecesores y fundación, de la OSS a la CIA
Tras la disolución de la Oficina de Servicios Estratégicos (OSS) en la inmediata posguerra, sus actividades, como se ha mencionado anteriormente, pasaron a varios departamentos del Gobierno de Estados Unidos. El nombre de "Central Intelligence Agency" (CIA) fue puesto sobre la mesa a finales de 1945 por los altos mandos del Ejército y la Marina James Forrestal y Arthur Radford en un Comité del Senado sobre Asuntos Militares. A pesar de ello, la creación de una agencia que centralizara todas las actividades de inteligencia era rechazada por los militares, el Departamento de Estado y el FBI.
Sin embargo, en enero de 1946, Truman creó la llamada Autoridad Nacional de Inteligencia (National Intelligence Authority) y su extensión, el Grupo Central de Inteligencia (CIG), una organización de inteligencia provisional independiente y separada del resto del aparato del Estado bajo autoridad directa del presidente. En la posguerra también se había creado la Unidad de Servicios Estratégicos (SSU), un núcleo de inteligencia clandestina, cuyos activos fueron transferidos al CIG a mediados de 1946, creando la Oficina de Operaciones Especiales (OSO), actual Directorio de Operaciones.
En septiembre de 1947 fue creada oficialmente la CIA, junto al Consejo de Seguridad Nacional, por la Ley de Seguridad Nacional de 1947. Su primer director fue el contralmirante Roscoe H. Hillenkortter. En junio de 1948, la Directiva del Consejo de Seguridad Nacional de la Oficina de Proyectos Especiales (National Security Council Directive on Office of Special Projects o NSC 10/2) dio autoridad a la CIA para realizar operaciones encubiertas «contra Estados o grupos extranjeros hostiles o en apoyo de Estados o grupos extranjeros amigos»; pero, según especificaba, «las operaciones deben ser planificadas y realizadas de forma que el Gobierno de Estados Unidos no pueda tener responsabilidad sobre ellas y que no resulten evidentes a ojos de personas no autorizadas; en caso de que fueran destapadas, el Gobierno de Estados Unidos podrá negar cualquier responsabilidad en ellas». En 1949, la Central Intelligence Agency Act concedió y autorizó a la CIA a usar procedimiento fiscales y administrativos confidenciales, a la vez que la eximía de las limitaciones habituales en el uso de fondos del Gobierno federal. También permitía a la CIA mantener en secreto sus organizaciones, funciones, funcionarios, cargos, salarios o número de personal empleado. Simultáneamente se creó el programa PL-110 que tenía por objetivo proporcionar apoyo económico y dar nuevas identidades a desertores o grupos de personas llamados «extranjeros esenciales».

### Guerra Fría
Estas secciones abarcan su historia desde su fundación hasta 1991. Para una mayor precisión, sus operaciones se han dividido por continentes y siguiendo un orden cronológico propio en cada sección. Hay que recordar que los mayores éxitos no se conocen, porque la operación más exitosa es aquella que cumple sus objetivos sin que la agencia haya sido identificada como la autora. Llegó a contar con un gran entramado de agentes, era reconocida como la mejor pagadora y disponía de grandes incineradoras capaces de quemar toneladas de papel al día con información innecesaria.

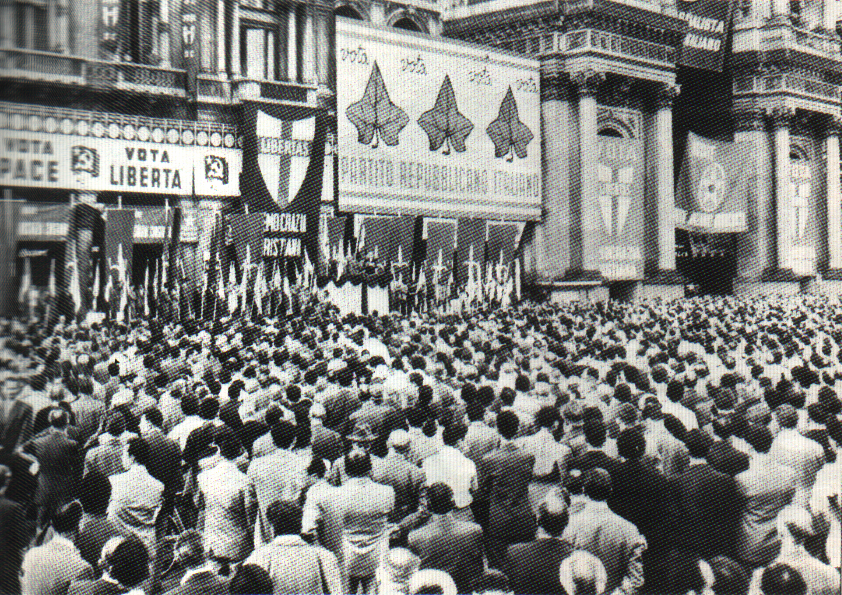
Campaña de las elecciones generales de Italia de 1948 ―en la imagen, Milán―, una de las primeras intervenciones en Europa de la CIA, que financió a la democracia cristiana y emitió propaganda con el fin de evitar un avance electoral de los partidos de izquierdas

#### Europa
Tras su creación, comenzó sus operaciones en Europa en 1947. Su primera intervención de relieve ocurrió en Italia en 1948, durante la campaña de las elecciones generales de 1948. En aquellas elecciones, el Partido Comunista y el Partido Socialista se presentaron juntos, lo que constituía una posibilidad real de que ganaran las elecciones. Ante ello, la CIA, en colaboración con la derecha italiana, organizó una campaña contra la izquierda a través de cartas, programas de radio y publicaciones de libros y periódicos donde «advertían a los italianos de las nefastas consecuencias que traería una victoria del comunismo». La revista TIME también respaldó la campaña colocando en portada al líder democristiano Alcide De Gasperi y anunciando que «una victoria de la izquierda pondría a Italia al borde de la catástrofe». La propia CIA admitió haber proporcionado un millón de dólares a los «partidos de centro»; además fue acusada de publicar de manera encubierta cartas falsas con el fin de perjudicar a los dirigentes del PCI. Mientras, los democristianos atacaban a la coalición de izquierdas declarando que en los países socialistas «la gente se come a sus propios hijos» o que «en la cabina de votación, Dios te ve, Stalin no». El agente de la CIA Felton Mark Wyatt, diría sobre la entrega de dinero a los democristianos:

Teníamos bolsas de dinero que entregabamos a los políticos seleccionados para sufragar sus gastos políticos y sus gastos de campaña, como carteles, y folletos.

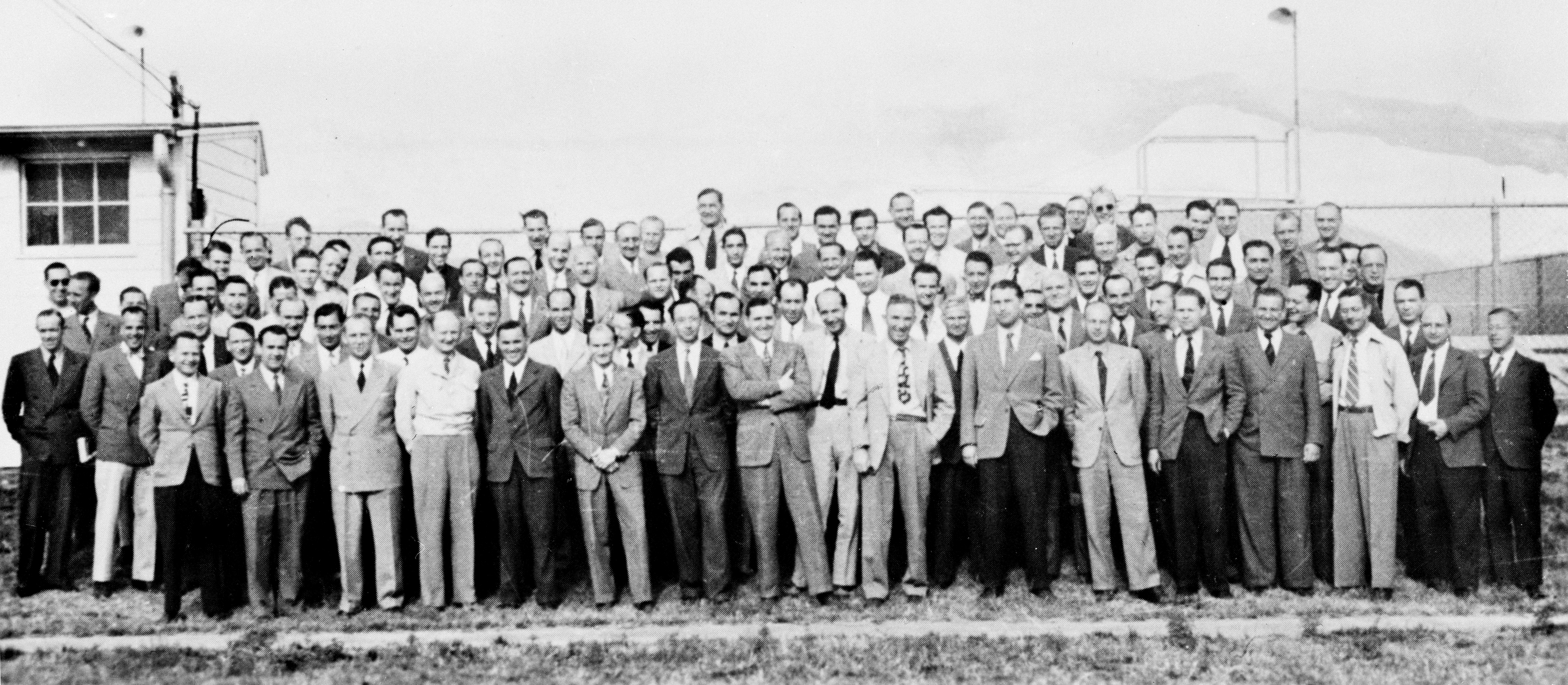
Fotografía de los científicos europeos llevados a Estados Unidos en la operación Paperclip

La democracia cristiana acabó consiguiendo la mayoría en las elecciones por un holgado margen.

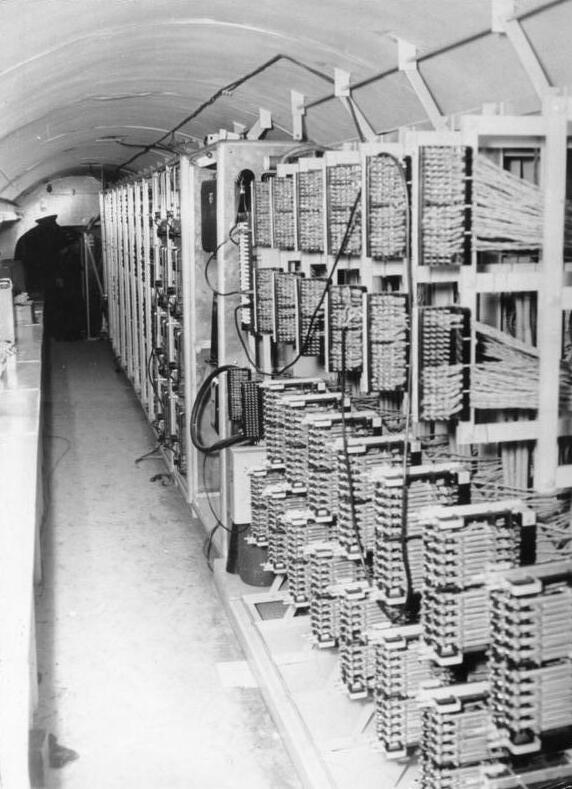
Imágenes del Túnel de Berlín (1956) tras su descubrimiento por las RDA y la Unión Soviética

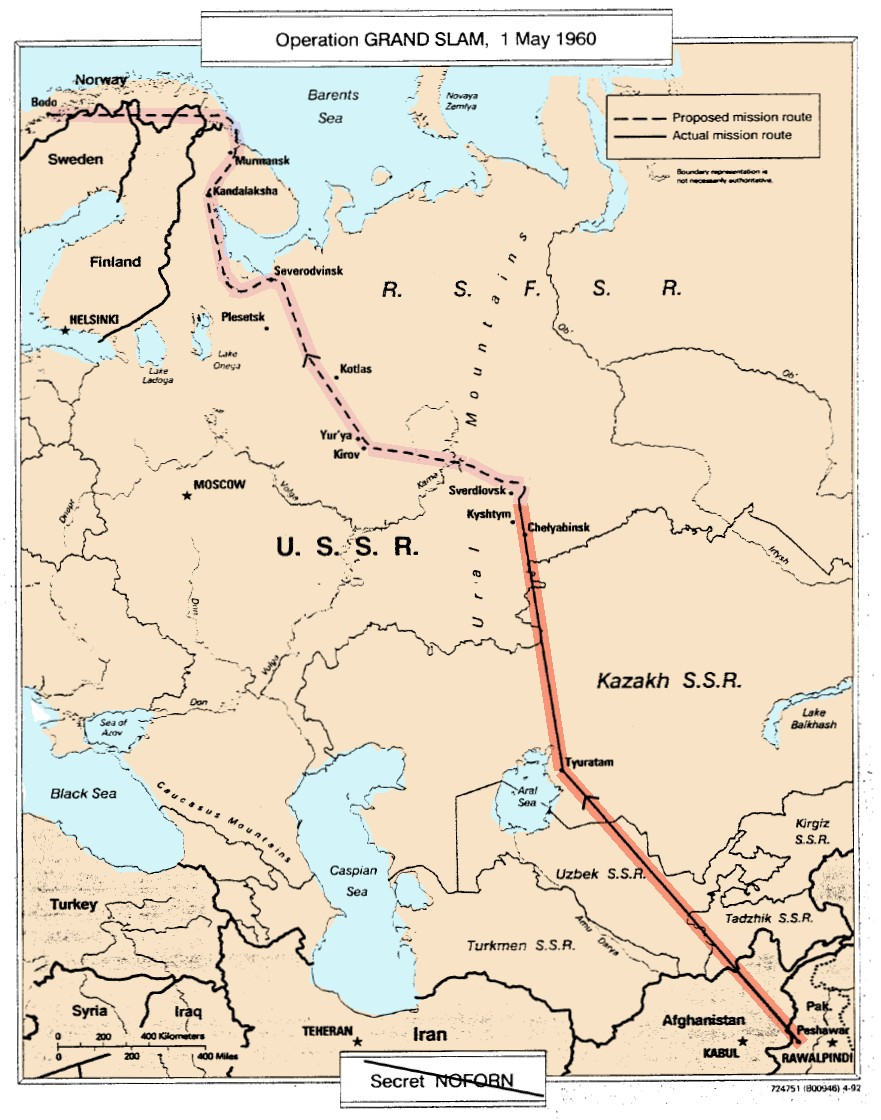
Mapa desclasificado en 2013 por la CIA con información sobre los vuelos espía con aviones U-2 sobre la Unión Soviética (ver completo en PDF)

Durante los últimos años de la década de 1940 y principios de los años cincuenta, Estados Unidos y sus países aliados europeos reconstruyeron la red de inteligencia en Europa. Uno de sus principales artífices fue Reinhard Gehlen, antiguo oficial de la Wehrmacht de la Alemania nazi reclutado por Estados Unidos a través de la Operación Paperclip, y su organización, la Organización Gehlen. Gehlen y su organización fueron durante años «los ojos y oídos de la CIA en Europa», además de los precursores de los actuales Servicios Secretos Alemanes, el BND. La Organización Gehlen estaba formada por antiguos agentes de la inteligencia nazi, que poseían valiosa información del bloque soviético, obtenida durante la guerra.
El número de personas que trabajaban para Gehlen osciló entre 350 y 4000 y muy probablemente superó el millar de agentes (ver Red Stay Behind). Reinhard Gehlen fue más tarde el primer director de la inteligencia de Alemania occidental. Las numerosas actividades de la organización ―operaciones encubiertas, sabotajes o infiltraciones― eran financiadas y controladas por la CIA. Por aquellos años, la CIA también encabezó un acuerdo secreto conocido como Demagnetize cuyo objetivo era frenar la creciente influencia de los partidos comunistas de Italia y Francia, en colaboración con los servicios secretos italianos, los Servizio Informazioni Forze Armate. Demagnetize sería el principio de la futura estrategia de la tensión.
Algunos de los primeros fracasos de la CIA en Europa fueron la llamada Subversión de Albania (Albanian Subversion), un fallido intento de la CIA y el MI6 británico, utilizando expatriados albaneses y agentes no comunistas de los servicios de Italia, Grecia (ver Guerra Civil Griega) o Yugoslavia, para realizar operaciones encubiertas con el fin de desestabilizar al Gobierno albanés. La operación fue rápidamente frustrada cuando un topo soviético descubrió y comunicó los planes a la Unión Soviética, que rápidamente se los transmitió a la propia Albania. Otro notable fracaso de la CIA fue la operación Oro (1954-1956), que consistía en excavar un túnel bajo la Berlín dividida con el fin de interceptar las comunicaciones del cuartel general de la Unión Soviética en la ciudad. La operación se vio frustrada por la existencia de un agente doble en los servicios británicos, que colaboraban con la CIA, George Blake. En cambio, uno de sus éxitos fue el descubrimiento de SMERSH. En 1960, el espionaje de Estados Unidos sobre la Unión Soviética quedó al descubierto con el incidente del U-2, un suceso que dejó en evidencia a Estados Unidos a nivel internacional, pues en principio negó el incidente.
Durante toda la Guerra Fría las operaciones de la CIA y la OTAN en general en Europa giraron en torno a la estrategia de la tensión, que se dividía en distintos tentáculos en varios países, el mayor de ellos fue Gladio, en Italia, si bien las operaciones se extendían a Austria, Bélgica, Chipre, Finlandia, Francia, Alemania, Grecia, Noruega, Países Bajos, Portugal, Reino Unido, España, Suecia, Suiza y Turquía. La operación Gladio es la más célebre de las operaciones encubiertas de la CIA en Europa, tanto por su longitud en el tiempo como por sus implicaciones en la historia de Europa occidental. Creada alrededor de la década de 1950, su existencia fue reconocida por el entonces Director de la CIA William Colby en 1979 y confirmada por el Presidente del Consejo de Ministros de Italia Giulio Andreotti en 1990.
La operación Gladio era una red secreta anticomunista que mediante organizaciones paramilitares, atentados terroristas, propaganda y operaciones de falsa bandera (con objeto de organizar montajes) intentó debilitar y criminalizar principalmente al Partido Comunista Italiano, el mayor partido comunista del mundo capitalista. Aunque nunca hubo ninguna condena en firme, el historiador suizo Daniele Ganser sostiene que en Gladio también estaban involucrados los servicios secretos italianos, elementos de la extrema derecha, incluyendo organizaciones terroristas (ej. Ordine Nuovo) y el Gobierno italiano, que durante toda la Guerra Fría estuvo en manos de la democracia cristiana. Sus actividades se intensificaron durante los llamados años de plomo en la década de 1970, donde muchos atentados de la extrema derecha fueron premeditadamente achacados a las organizaciones de izquierda como las Brigadas Rojas, con el fin de desprestigiar al PCI que obtenía aproximadamente un tercio de los votos. Según el periódico italiano Il Messaggero (1984) al menos un miembro de la extrema derecha italiana ligada a Gladio podría haber participado en la matanza de Atocha de 1977, en España ―también se especula su participación en ese país en los sucesos de Montejurra y el Caso Scala―.
Alemania Occidental fue el otro país en importancia para la agencia en Europa occidental tras Italia. Una de las mayores operaciones de los servicios secretos fue la violación sistemática del secreto postal en la República Federal desde su constitución y hasta la década de 1970. En su libro Alemania vigilada. El control de correos y teléfonos en la antigua República Federal, el historiador de la Universidad de Freiburg Josef Foschepoth, sostiene que durante décadas la Alemania capitalista confiscó, abrió y destruyó unos 100 millones de envíos postales procedentes de la Alemania comunista, cifra que asciende a entre 250 y 300 millones de incautaciones si se le suman los procedentes de países aliados.
Foschepoth decía:

¿La democracia de Adenauer era un "estado liberal moderno"? Mas bien fue un estado autoritario sostenido por una administración llena de ex nazis reconvertidos que mantuvo, por lo menos en los años cincuenta muchos “paralelos” con la RDA estalinista ante la que se presentaba como “mundo libre”. La persecución de la izquierda aporta ejemplos abrumadores a ese respecto.

Foschepoth también indaga en que entre 1951 y 1968, se emprendieron en la RFA más de 200 000 procesos contra comunistas e izquierdistas ―incluida la ilegalización del Partido Comunista (KPD) en 1956― y que 10 000 personas fueron encarceladas por esta condición.
Además, millones de personas estuvieron bajo vigilancia o no se les permitió acceder a determinados puestos de trabajo por su ideología.
Algunos autores sostienen que en el transcurso de la Guerra Fría el Gobierno alemán era de facto un gobierno títere de Estados Unidos, que tenía como brazo ejecutor a la CIA y al BND alemán. La muerte de los líderes del grupo Fracción del Ejército Rojo (RAF) en 1976 y 1977 es un tema de controversia en el que se especula que la inteligencia occidental y el Estado de la RFA pudieron desempeñar un papel determinante.
Dentro del bloque socialista quizás sus mayores éxitos fueron en el espionaje de la Unión Soviética, pues entre 1970 y 1990 la CIA logró controlar y monitorizar con eficacia el crecimiento económico del país, así como su gasto, operaciones militares y potencial nuclear.

#### América
Para mayor comodidad, las operaciones en este continente se han dividido en dos secciones.

##### América del Norte
Las actividades de la CIA en esta parte de América se desarrollaron en Canadá y principalmente en Estados Unidos, su país de origen. Hay que destacar que según los estatutos de la CIA, la agencia tiene prohibido desarrollar sus actividades de inteligencia dentro del país y desarrollar actividades identificadas como policiales, sin embargo, durante la Guerra Fría, la agencia violó estas normas de manera sistemática.
Las primeras operaciones de la CIA giraron en torno al establecimiento de una serie de programas ilegales y clandestinos en los que se experimentaba con seres humanos, en ocasiones en contra de su voluntad, para lograr el control mental de los individuos mediante el uso de drogas (LSD), medicamentos y otros químicos y más tarde aplicar estas «tácticas» a programas de interrogatorio y tortura. Estos programas, iniciados por la agencia en la década de 1950 y clausurados oficialmente en 1973, tuvieron lugar en universidades, fundaciones de investigación, hospitales y cárceles tanto de Estados Unidos como de Canadá, y contó con la participación de empresas farmacéuticas, como Sandoz, actual Novartis. El más célebre de estos programas fue MK ULTRA, que sería posteriormente investigado y sacado a la luz por la Comisión Rockefeller y el Comité Church del Senado.
Canadá cooperó con Estados Unidos haciendo listas de comunistas y simpatizantes entre la década de 1950 y 1980, fichando a 16 000 y 50 000 personas respectivamente. A lo largo de la Guerra Fría, la CIA desarrolló intensas campañas de propaganda en el interior de Estados Unidos, como la llamada Cruzada por la Libertad, un intento de evitar que el público supiera que los fondos de Radio Liberty provenían de la CIA. (véase la sección influencia de la CIA en la opinión pública).
Entre 1952 y 1975, la CIA y la NSA desarrollaron programas para interceptar el correo y comunicaciones de ciudadanos estadounidenses (véase Proyecto SHAMROCK y Proyecto MINARET). Durante las protestas en Estados Unidos contra la guerra de Vietnam, la CIA, en cooperación con el programa COINTELPRO del FBI, vigiló a unas 7000 personas involucradas en los movimientos antibélicos y tenía archivos de 1000 organizaciones y 300 000 civiles —Operación MHCHAOS.
Los abusos de autoridad de la agencia, el escándalo Watergate que contó con la participación de exagentes de la CIA, las investigaciones que sacaron a la luz sus operaciones, como los intentos de asesinato o el espionaje ilegal en Estados Unidos, hicieron que el Congreso intentara supervisar más de cerca a la agencia, al tiempo que el «Watergate» abrió la caja de los truenos sobre su participación en el intento de invasión de Cuba. La sucesión de acontecimientos en los que la CIA estaba involucrada, incluyendo algunos de la vida política del país, hizo que la agencia cayera en desgracia ante la opinión pública entre la década de 1970 y 1990.

##### América Central y del Sur

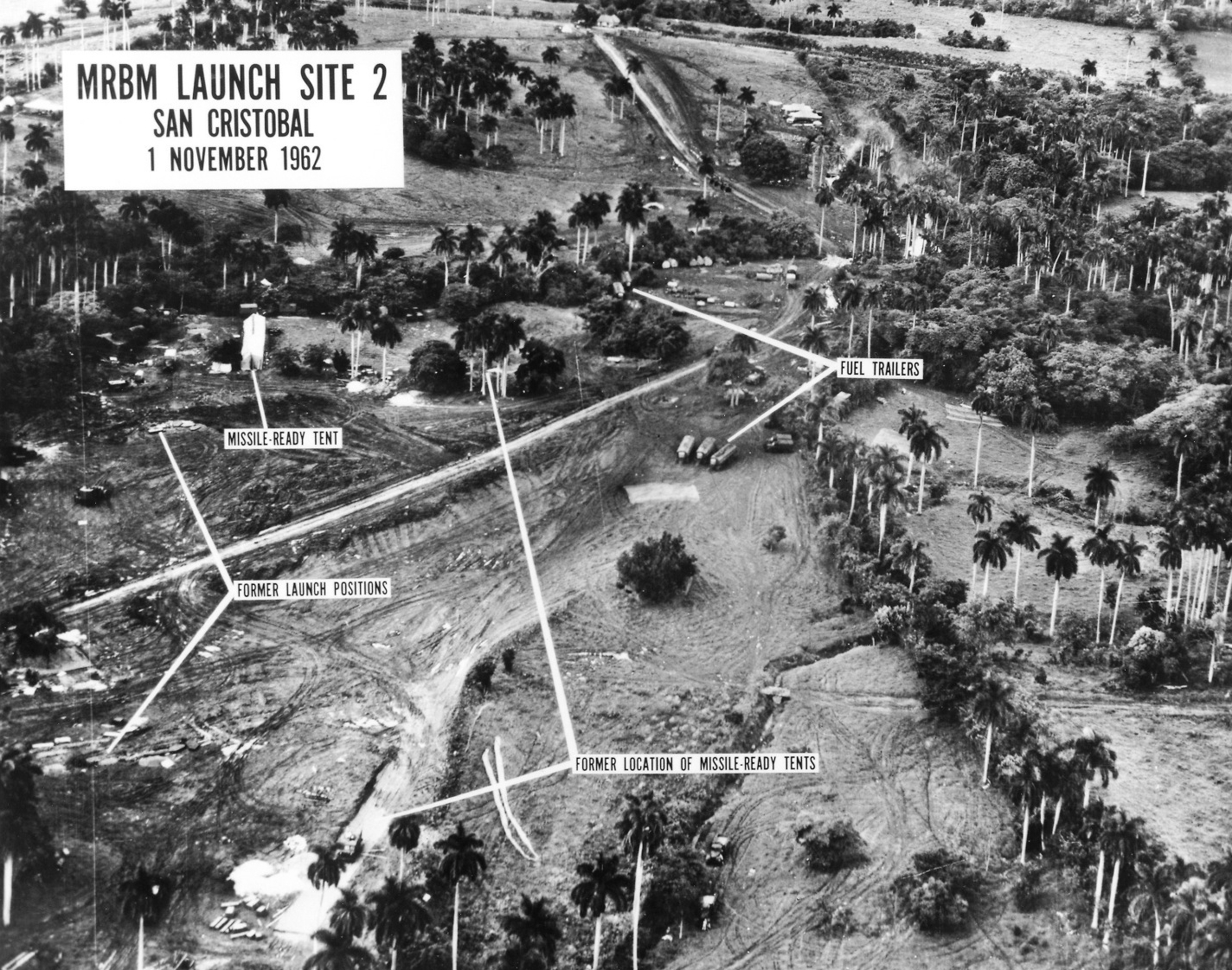
Imágenes de misiles soviéticos en Cuba tomados por un avión espía Lockheed U-2 de la CIA en 1962

La primera operación de importancia en esta zona del planeta de la CIA fue la Operación PBSUCCESS que desembocaría en el Golpe de Estado en Guatemala de 1954 contra el Gobierno democráticamente elegido de Jacobo Arbenz Guzmán, principalmente por los perjuicios sufridos por la multinacional estadounidense United Fruit Company por la reforma agraria promulgada por el Gobierno. Este golpe puso fin al periodo inaugurado en Guatemala tras la Revolución de 1944 en Guatemala. Estados Unidos intervendría en Guatemala en sucesivas operaciones encubiertas de la CIA, además apoyó al Gobierno en la Guerra Civil contra la Unidad Revolucionaria Nacional Guatemalteca.
Tras la Revolución Cubana en 1959, el temor de Estados Unidos a que Cuba se convirtiera en el primer país del bloque soviético en América —a pesar de que en un principio los revolucionarios cubanos intentaron un acercamiento a Estados Unidos— llevaron a que la CIA realizara operaciones encubiertas en la isla y financiara y suministrara armas a los exiliados cubanos que protagonizaron la fallida invasión de Bahía Cochinos de 1961, momento en el que Fidel Castro declararía el carácter socialista de la revolución. Desde entonces la CIA intentó en numerosas ocasiones asesinar a Fidel Castro —hechos que quedaron demostrados tras la desclasificación de la colección de documentos llamada «joyas de la familia» en 2007. En 1962, la CIA operó los vuelos de U-2 que descubrieron los silos de misiles que los soviéticos estaban instalando en Cuba. La CIA también sería acusada de implicación en el atentado terrorista de 1976 contra el Vuelo 455 de Cubana, perpetrado por exiliados cubanos que tendrían vínculos con la agencia (información desclasificada en 2005 demostró mostró que la CIA sabía que exiliados cubanos planeaban bombardear un avión cubano) y de igual manera en el atentado contra el buque español Sierra Aránzazu de 1964. La CIA también participaría, en colaboración con el Ejército de Bolivia, en la captura y ejecución clandestina del célebre guerrillero comunista Ernesto Che Guevara.

Países implicados en la Operación Cóndor.
Estados Unidos
Miembros activos: Argentina, Bolivia, Brasil, Chile, Paraguay, Uruguay.
Miembros esporádicos: Colombia, Perú, Venezuela, Ecuador.

La Operación Cóndor fue una gran operación llevada a cabo por los gobiernos de América del Sur durante la Guerra Fría que contó con el apoyo de la CIA. En ella participaron directamente los Gobiernos ―a menudo dictaduras militares― de una gran parte de los países sudamericanos con el fin de coordinarse para la muerte, desaparición, detención, vigilancia, seguimiento o interrogatorio de aquellas personas consideradas subversivas o contrarias al pensamiento político o ideológico de los regímenes de la región. Estados Unidos, teniendo a la CIA como su brazo ejecutor, proporcionó financiación, información de inteligencia, tecnología, manuales, y ayudó en la coordinación de las operaciones de represión a los Gobiernos de Chile (dictadura de Augusto Pinochet), Argentina (dictadura de Videla), Brasil (dictadura militar en Brasil), Paraguay (dictadura de Stroessner), Uruguay (dictadura cívico-militar de 1973-1985), Bolivia (Gobiernos militares de 1964 a 1982) y, en menor proporción, Perú, Colombia, Venezuela y Ecuador. De esta forma, estos países desataron, principalmente entre la década de 1970 y 1980, una gran maquinaría de represión, sobre todo contra militantes de la izquierda política y revolucionaria, a través de numerosos instrumentos como los escuadrones de la muerte en El Salvador, Uruguay o Guatemala, organizaciones de extrema derecha que cooperaron en las labores de represión y batallones paramilitares y parapoliciales creados y financiados por los Estados.

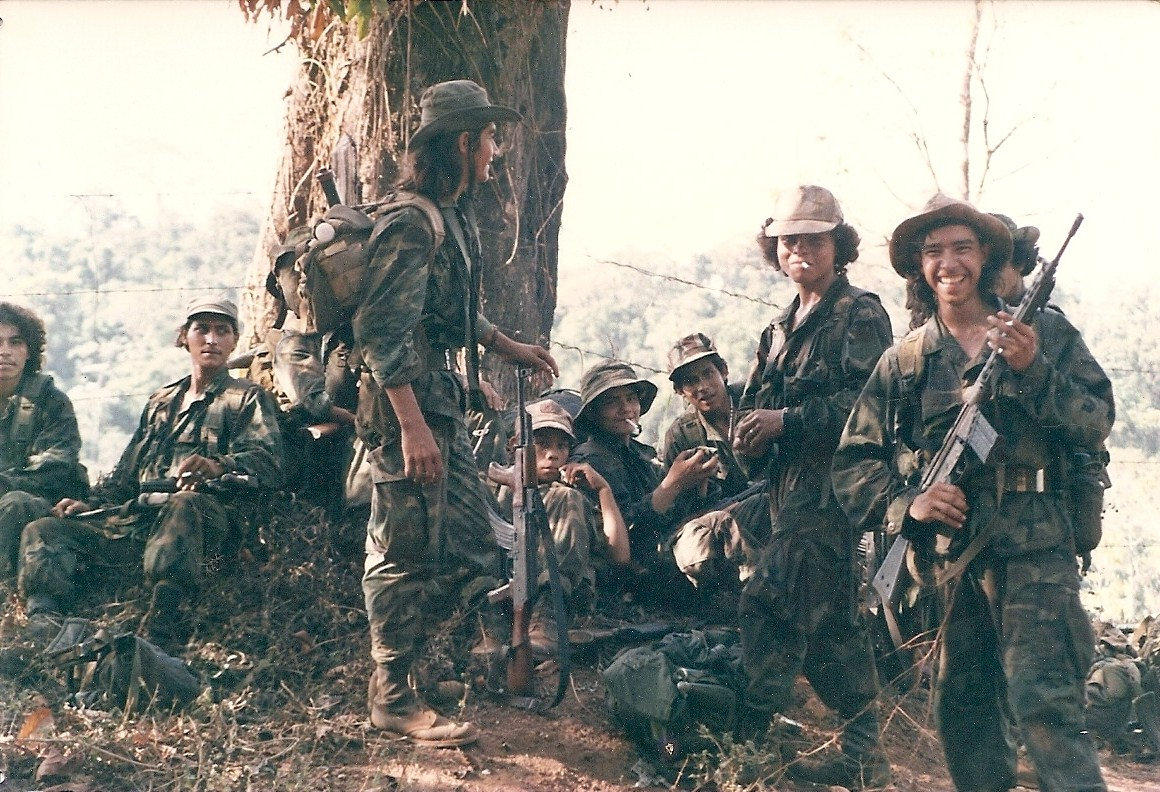
Miembros de la Contra nicaragüense en 1987

En Chile, la CIA instigó y financió de manera directa el Golpe de Estado de 1973 contra Salvador Allende y su Gobierno de la Unidad Popular, apoyando a la prensa opositora al Gobierno, como el periódico El Mercurio, o asesinando directamente a personalidades como René Schneider (véase Informe Hinchey y Proyecto FUBELT). En Argentina, miles de individuos fueron torturados, asesinados desaparecidos en el marco del llamado Proceso de Reorganización Nacional y los Vuelos de la muerte, donde los detenidos eran lanzados vivos desde aviones al mar. Las prácticas de tortura fueron generalizadas, la CIA aquí suministró los llamados Manuales de la Tortura, desclasificados por el Pentágono en la década de 1990. El Grupo Colina en Perú y la Alianza Americana Anticomunista en Colombia, entre otras, completaron el entramado de organizaciones partícipes en la Operación Cóndor. Los Archivos del Terror, encontrados en Paraguay en la década de 1990, sacaron a la luz miles de documentos sobre las operaciones de terrorismo de Estado practicado en Sudamérica dentro de «Condor». Gracias a estos archivos se calcula que la Operación Cóndor fue responsable de la muerte de unas 50 000 personas, la «desaparición» de otras 30 000 y la detención y represión de unas 400 000 personas.
En la década de 1980, la Agencia Central de Inteligencia intentó derrocar al Gobierno revolucionario del Frente Sandinista de Liberación Nacional (FSLN) en Nicaragua, primero mediante operaciones encubiertas —incluido el minado de puertos y otros sabotajes— y después con el armado y financiación de la Contra nicaragüense. El dinero enviado a la Contra provenía de las ventas clandestinas de armas a Irán, que en Estados Unidos desembocó en el Escándalo Irán-Contra tras su descubrimiento, lo que detuvo la financiación de estas guerrillas contrarrevolucionarias. Sin embargo, existen investigaciones que apuntan a que la financiación de la Contra continuó con dinero procedente del narcotráfico, con la CIA jugando un importante papel.
El gobierno de Cuba publicó en 2005 un documental titulado "Operación Pantomima", que muestra una entrevista de 1961 con el entonces capturado agente de la CIA, John Mepples Spirito, quien afirma que la agencia estadounidense fue responsable del asesinato del líder del Partido Liberal de Colombia y candidato presidencial de ese país con ideas socialistas, Jorge Eliécer Gaitán, ocurrido en 1948. En el documental, Spirito dice que la agencia intentó sobornar a Gaitán para que abandonara la política a cambio de una nueva vida en Roma o París para él y su familia. Según Spirito, cuando Gaitán se negó a aceptar el soborno de la agencia, la CIA planificó su asesinato, utilizando al antiguo colaborador de la embajada estadounidense en ese país, Juan Roa Sierra. El asesinato trajo como consecuencia protestas violentas a nivel nacional conocidas como el "Bogotazo" y un periodo de violencia entre simpatizantes de los entonces partidos tradicionales de Colombia (Liberal y Conservador), que se extendió durante 10 años en todo el país con saldo de más de 200.000 muertos, pero sus secuelas quedaron vigentes a través del conflicto armado interno que sufre el país desde 1960 con saldo, según cálculos hechos por historiadores colombianos, de 220.000 muertos aproximadamente y más de 6 millones de víctimas entre desaparecidos, amenazados, torturados, secuestrados, desplazados y violadas para el caso de mujeres y niñas.

#### África

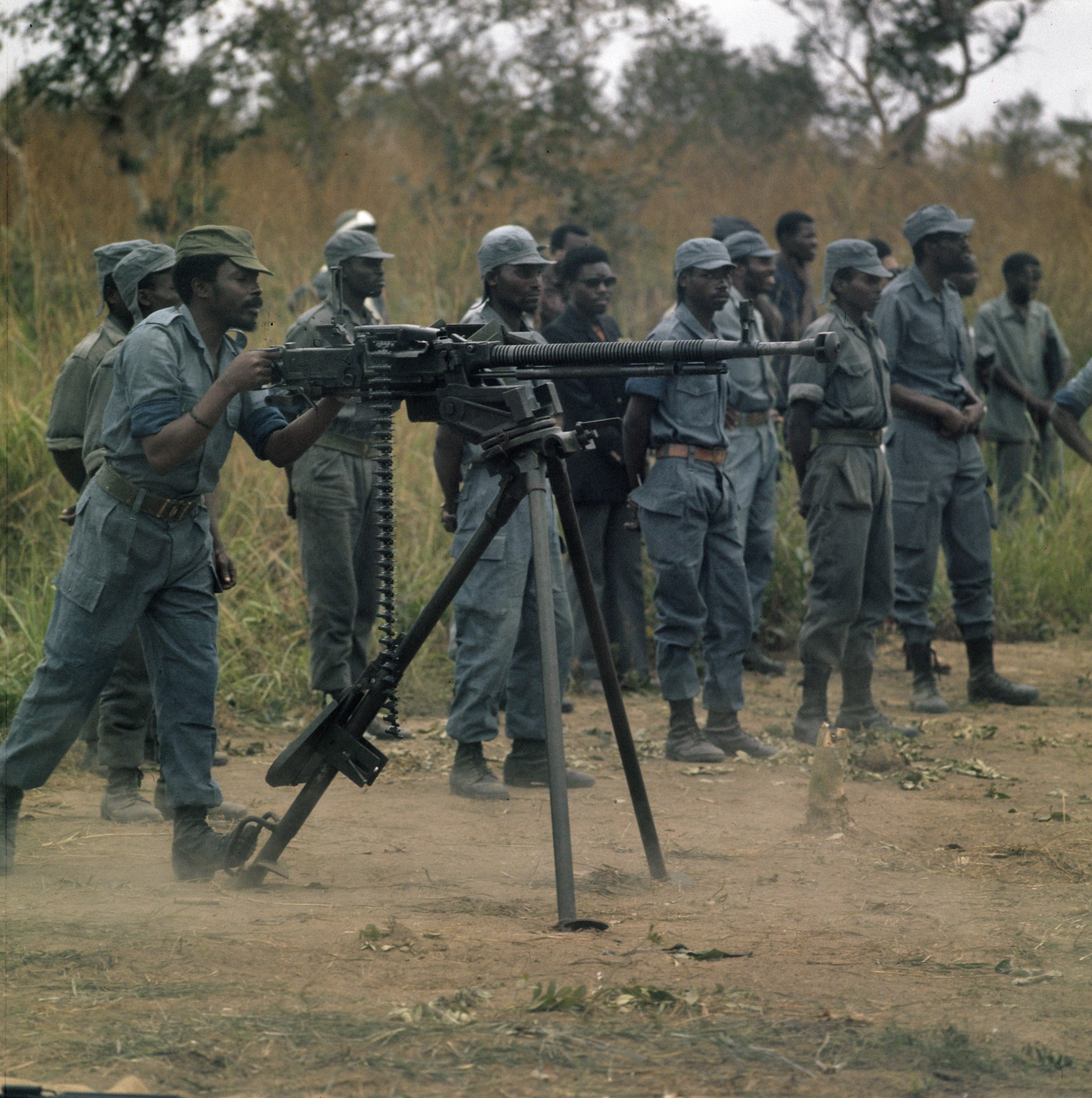
Miembros del FNLA, organización apoyada por la CIA durante la guerra civil de Angola

Durante la Guerra Fría la CIA intervino en varios países de África mediante operaciones encubiertas y otras acciones. En la década de 1960, Estados Unidos y Bélgica intervinieron mediante sus servicios de inteligencia en la política de la República Democrática del Congo. Creyendo que Patrice Lumumba, primer presidente del país tras su independencia de Bélgica, se alinearía con el bloque soviético, la CIA, ayudó a instigar su asesinato en enero de 1961. Originalmente planearon asesinarlo ellos mismos, pero esto fue abandonado. Lumumba fue arrestado más tarde por Mobutu respaldado por Estados Unidos en septiembre de 1960 y enviado a Katanga, donde fue ejecutado por separatistas respaldados por Bélgica. En el siglo XXI, el Gobierno estadounidense y belga reconocieron su implicación en su asesinato. Más tarde el dictador Mobutu sería apoyado por Estados Unidos y otros países europeos. Se especula que en el derrocamiento del presidente de Ghana Kwame Nkrumah en 1968 participaron unidades de la CIA, según declaración del propio Nkrumah, si bien no existen pruebas que lo confirmen y se cree que la implicación de Estados Unidos se debió a una operación de desinformación orquestada por la KGB.
La CIA intervino en la guerra civil de Angola desde 1975, entrenando y contratando empresas militares privadas y mercenarios de diversos países europeos, así como a UNITA y al FNLA —derechistas, que luchaban en la guerra contra el Movimiento Popular de Liberación de Angola —izquierdista y apoyado por algunos países del bloque socialista. Desde la década de 1980, la Administración Reagan apoyó a la anticomunista UNITA, liderada por Jonas Savimbi.
La guerra civil se daría por finalizada en 2002 con la victoria del Movimiento Popular de Liberación de Angola.
La CIA también desarrolló operaciones encubiertas de distinta naturaleza en países como Sudán, Kenia, Sudáfrica o Somalia.

#### Asia
Mediante la Operación Ajax, la CIA participó en el Golpe de Estado en Irán de 1953, instigado por Estados Unidos y el Reino Unido —debido a la nacionalización de la industria petrolera en Irán en 1952, cuyas principales empresas perjudicadas eran británicas—. En el sudeste asiático la OSS y luego la CIA realizaron operaciones encubiertas, paramilitares y de análisis en Indochina desde la década de 1940 hasta la década de 1960, donde cooperó con la inteligencia francesa, que se nutría financieramente del narcotráfico (ver Implicación en el tráfico de drogas). La CIA también tuvo un programa de operaciones encubiertas en el Tíbet entre la década de 1950 y la de 1970, que consistía en influir en la región mediante la propaganda, en cooperación con otros departamentos.
Desde la década de 1960, el Gobierno de Estados Unidos trató de frenar el creciente poder del Partido Comunista de Indonesia, que con sus tres millones de miembros era el mayor partido comunista del mundo capitalista. Entre 1965 y 1966, tras un fallido golpe de Estado, se desató una brutal persecución gubernamental anticomunista en Indonesia, donde entre 200 000 y un millón de comunistas o personas acusadas de serlo fueron asesinadas, hecho que la propia CIA denominó como «uno de los peores asesinatos en masa del siglo XX» —las estimaciones más aceptadas hablan de más de 500 000 asesinados y un total de 2 millones de indonesios represaliados—. La CIA está acusada de preparar y dar listas de comunistas al Gobierno indonesio, algo que la CIA niega y que no está confirmado. Lo que si está confirmado es que agentes de la CIA y miembros de la embajada estadounidense dieron una lista de al menos 5000 sospechosos de ser comunistas; otros autores señalan que la CIA participó directamente en las purgas.
El PKI fue completamente desmantelado.
Durante la guerra de Vietnam la CIA diseñó el Programa Phoenix, ejecutado por Vietnam del Sur y cuerpos de élite del Ejército de Estados Unidos, que tenía por objetivo la identificación y «neutralización» de aquellas personas que apoyaban y sostenían la infraestructura civil que sostenía al Frente Nacional de Liberación de Vietnam, más conocido como Viet Cong. Oficialmente en vigor entre 1965 y 1972, la operación consiguió «neutralizar» a 81 740 sospechosos de colaborar, informar o espiar para el Viet Cong; de ellos, se calcula que entre 26 000 y 41 000 fueron asesinados. El programa fue investigado en una serie de sesiones del Congreso de Estados Unidos, momento en el que fue descontinuado oficialmente, aunque supuestamente fue sustituido por una operación de nombre en código «F-6».

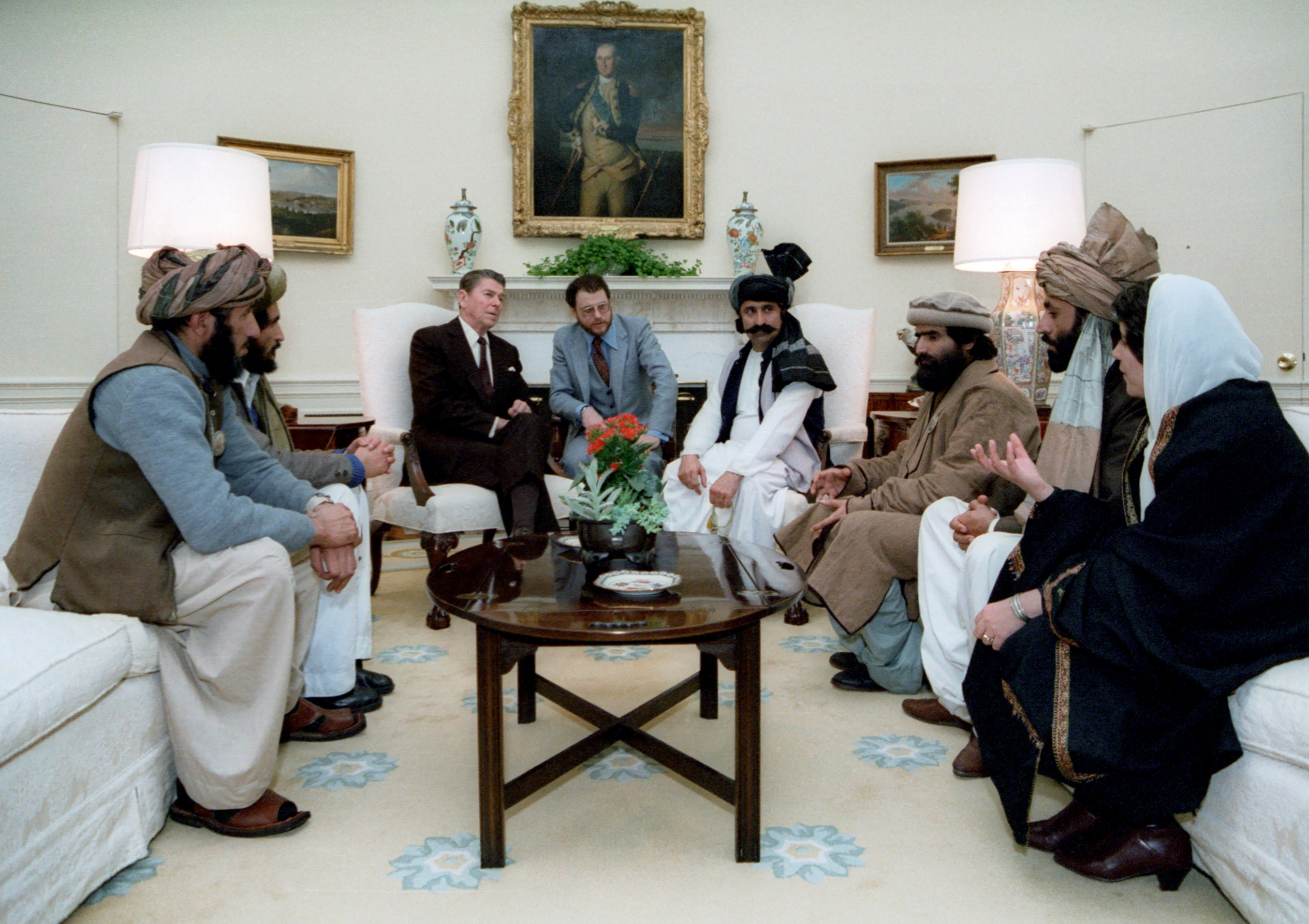
El presidente de Estados Unidos, Ronald Reagan, reunido en la Casa Blanca con los líderes de los muyahidines afganos en 1983

Desde la intervención soviética en Afganistán en 1979, Estados Unidos empezó a financiar a los muyahidines ―fundamentalistas islámicos― que luchaban contra el Gobierno afgano y el Ejército soviético. De esta forma la CIA comenzó la operación Ciclón, que se convertiría en una de sus operaciones más largas y caras, aunque la información disponible apunta a que la CIA no actuó sobre el terreno, sino a través de, por ejemplo, los servicios secretos pakistaníes. Se estima que la CIA canalizó a través de «Ciclón» más de 3200 millones de dólares a los combatientes afganos ―aunque la aportación económica total de Estados Unidos podría haber ascendido a más de 20 000 millones―, mientras que el ISI pakistaní entrenó a unos 100 000 insurgentes. Los muyahidines también recibieron el apoyo de otros países como Reino Unido, Arabia Saudí o China, entre otros. Los muyahidines lograron derrocar el gobierno socialista de la República Democrática de Afganistán y que los soviéticos se retiraran, momento en él se dio por finalizada la operación Ciclón. Las críticas a la operación se centran en que los miles de millones de dólares y armas dadas a los muyahidines habrían servido para la posterior formación de Al-Qaeda —bin Laden fue muyahidín en Afganistán— y el establecimiento de la República Islámica de Afganistán —gobernada por los talibanes, muchos de ellos antiguos muyahidines—. También se criticó la desproporcionada financiación dada a Gulbudin Hekmatiar, líder de Hezbi Islami.

### Década de 1990 ysigloXXI
En 1990, durante la reunificación alemana, la CIA logró hacerse bajo extrañas circunstancias con los Archivos Rosenholz, que supuestamente contenían los nombres reales de los agentes que trabajaron para el servicio de espionaje extranjero de la antigua Alemania Oriental, el Hauptverwaltung Aufklärung. Tras su análisis quedó claro que más del 90% de los nombres que contenían nunca habían trabajado para la organización; los archivos fueron devueltos a Alemania en 2003.
En 1991, posiblemente por las repercusiones del escándalo Irán-Contra se promulgó la Intelligence Authorization Act, que redefinía los requisitos y controles del poder legislativo sobre las operaciones encubiertas y otras operaciones secretas en un intento por limitar el poder de la CIA en determinados asuntos.

#### Al Qaeda y la «Guerra contra el terrorismo»

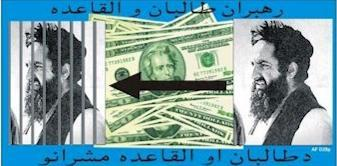
La CIA preparó una serie de folletos en los que anunciaba recompensas por entregar o denunciar a individuos sospechosos de asociación con Al Qaeda o los talibanes

La CIA siempre se había enfrentado al terrorismo de origen extranjero y en 1986 estableció el Centro de Contraterrorismo (Counterterrorism Center), cuyos directores permanecen en el anonimato, para tratar el problema. Aunque al principio tuvo que enfrentarse a un terrorismo de tipo secular, la agencia localizó brotes crecientes de terrorismo islamista en diferentes lugares.
En enero de 1996, la CIA creó la llamada Bin Laden Issue Station, operativa hasta 2005 e integrada en el Centro Nacional Antiterrorista, para rastrear a Osama bin Laden. Al-Fadl, que desertó y se entregó a la CIA en 1996, comenzó a ofrecer una nueva visión sobre el líder de Al Qaeda: además de antiguo muyahidín y persona que financiaba al terrorismo, era uno de sus organizadores. El agente especial del FBI Dan Coleman (quien junto con su compañero Jack Cloonan había sido "destinado" a la «Estación Bin Laden») lo llamó «la piedra Rosetta de Al Qaeda».
En 1999, el jefe de la CIA, George Tenet, puso en marcha un gran plan para lidiar con Al-Qaeda. En el año 2000, la CIA y la USAF, mediante vuelos sobre Afganistán con aviones no tripulados de reconocimiento Predator, obtuvieron fotografías probablemente de Bin Laden. Por su parte, según la BBC, la Agencia de Seguridad Nacional (NSA) pudo acceder desde la década de 1980 a más de 2000 minutos de conversaciones telefónicas de Bin Laden gracias a sus satélites. Cofer Black (exdirector del CTC), entre otros, defendió que se debía armar a los Predator con misiles y asesinar a bin laden y otros líderes de Al-Qaeda. Desde el 4 de septiembre de 2001, una semana antes del 11-S, los drones de reconocimiento empezaron a portar armas en sus vuelos.

##### 11 de septiembre de 2001

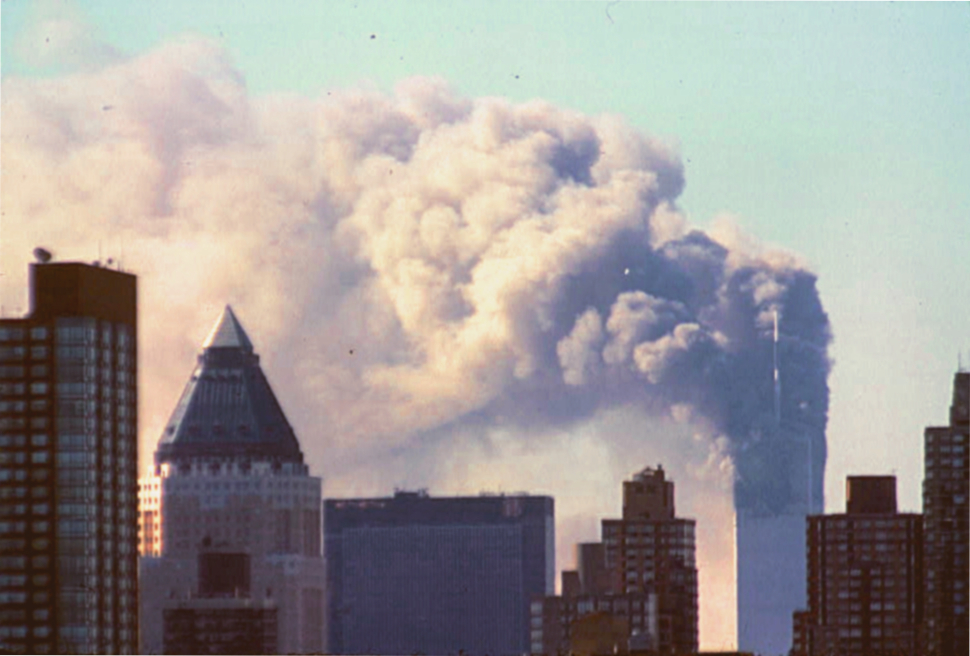
Los atentados del 11-S en Nueva York momentos después de colapsarse las Torres Gemelas

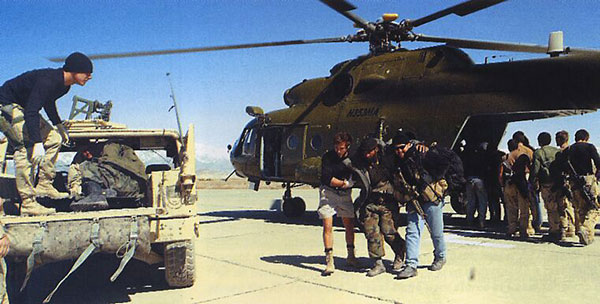
Fuerzas especiales estadounidenses bajo la dirección de la CIA ayudando a miembros de la Alianza del Norte en Afganistán en 2002, durante la «operación Anaconda»

Poco después del 11-S, el New York Times dio a conocer a raíz del atentado que una oficina de campo de la CIA en Nueva York había sido destruida por los ataques. Según fuentes anónimas de la CIA, mientras se realizaban las tareas de rescate alrededor del WTC, un equipo especial de la CIA se dedicó a buscar entre los escombros copias digitales y en papel de documentos clasificados.
Este procedimiento, previamente entrenado, se adoptó décadas atrás por el asalto a la embajada de Estados Unidos en Teherán en 1979. Aunque no se confirmó si la agencia recuperó su información secreta, si se conoce que los agentes lograron escapar sanos y salvos.
La CIA insistió en que los atacantes no podían ser conscientes de que la agencia operaba en el World Trade Center 7, a pesar de que esta sucursal fue sede de muchas investigaciones sobre asuntos criminales importantes y terrorismo. Al parecer el centro investigó los atentados de agosto de 1998 contra las embajadas estadounidenses en África, así como el ataque en el USS Cole de octubre del 2000. De todas formas, la sede que la CIA tenía en el WTC operaba bajo la apariencia de otra agencia federal cuyo nombre no ha trascendido. En los meses posteriores al 11-S se produjo un gran aumento de solicitudes para trabajar en la CIA; según la propia agencia, esta recibe entre 500 y 600 solicitudes a la semana, pero en los meses posteriores a los atentados esa cantidad de solicitudes se volvió diaria.
El papel de la CIA fue duramente criticado tras los atentados del 11-S por no haber evitado los ataques. Su entonces director, Tenet, rechazó las críticas, citando los esfuerzos de la CIA contra Al Qaeda realizados desde hacía dos años y «las condiciones de la agencia para responder con rapidez y eficacia a cualquier ataque en el santuario afgano y en los otros 192 países del mundo». El presidente George W. Bush, el mismo 11 de septiembre, involucró a la CIA y la Comunidad de Inteligencia para planificar las futuras acciones en su discurso a la nación:

«La búsqueda está en curso para aquellos que estén detrás de estos malvados actos, He dado instrucciones a nuestras instituciones de la Comunidad de Inteligencia y de aplicación de la ley para encontrar a los responsables y llevarlos ante la justicia»

En una reunión en Camp David el 15 de septiembre de 2001 se aprobó el plan propuesto por George Tenet para comenzar una guerra secreta en el que agentes paramilitares de la CIA cooperarían con las guerrillas anti-talibanes en Afganistán. El plan fue firmado por Bush al día siguiente, y más tarde se ampliaría a bombardeos de precisión aéreos en cooperación con pequeños equipos de operaciones especiales. Entre el 25 y 27 de noviembre de 2001 se produjo un motín de prisioneros talibanes en la prisión de Qala Jangi, que se saldó con la muerte del oficial de la CIA Johnny Mike Spann, el primer estadounidense fallecido en combate en la guerra de Afganistán.

#### Cambios en la Comunidad de Inteligencia de 2004
Actualmente, la CIA debe rendir cuentas al Director Nacional de Inteligencia (DNI). El puesto y la oficina del DNI se creó en 2004 por la Intelligence Reform and Terrorism Prevention Act, atribuyéndose algunas funciones que antes habían sido de la CIA. En el 2008 se promulgó una nueva ley que fortalecía el papel del DNI dentro del organigrama de la inteligencia estadounidense. Antes de 2004, el director de la CIA supervisaba a la totalidad de la Comunidad de Inteligencia y actuaba como el principal asesor de inteligencia del Presidente; las nuevas leyes limitaron sus funciones. Las 16 agencias de la Comunidad de Inteligencia pasaron a estar bajo la autoridad del Director Nacional de Inteligencia.

#### Guerra de Irak
Fuera o no fuera debido a la inteligencia de la que dispuso, la Administración Bush justificó la invasión de Irak de 2003 en la falsa premisa de que ese país tenía o estaba desarrollando armas de destrucción masiva. Algunos empleados de la CIA se quejaron de la presión indebida de la administración sobre los analistas de la agencia para que llegaran a ciertas conclusiones que apoyaran las posiciones políticas del Gobierno respecto a Irak.
La División de Actividades Especiales de la CIA (SAD) y sus equipos paramilitares fueron los primeros en llegar a Irak, casi un año antes de la invasión, en julio de 2002. Una vez en el país, prepararon el terreno para la posterior llegada del Ejército de Estados Unidos. Miembros del SAD y Fuerzas Especiales del Ejército de los Estados Unidos organizaron la Peshmerga kurda para lograr derrotar a la organización Ansar al Islam ―vinculada a Al Qaeda― antes de la invasión. La derrota de esta organización en el Kurdistán iraquí fue importante, pues tras la llegada de las fuerzas estadounidenses habría sido una considerable fuerza hostil. Los equipos SAD de la CIA también llevaron a cabo misiones de reconocimiento de alto riesgo tras las líneas iraquíes con el fin de identificar objetivos clave y líderes. Estas misiones perfilarían los ataques iniciales contra Saddam Hussein y sus más importantes generales durante la guerra. Aunque fracasaron en su objetivo de matar a Hussein, consiguieron limitar su capacidad de mando y control de sus fuerzas; estas limitaciones fueron importantes para la incapacidad del ejército iraquí de reaccionar contra las fuerzas lideradas por Estados Unidos durante la invasión.
Al no permitir Turquía el uso de su territorio para el paso de la 4.ª División de Infantería de Estados Unidos a Irak, a pesar de ser un país de la OTAN, las equipos SAD y las milicias kurdas fueron las únicas fuerzas que se encontraban en el norte de Irak luchando contra el ejército. Sus esfuerzos fueron un gran éxito militar, pues lograron entretener al 1.º y 5.º Cuerpo del Ejército iraquí, mientras las fuerzas de la coalición avanzaban desde el sur. Cuatro miembros del SAD recibirían por sus acciones la Intelligence Star, rara vez entregada, por sus «acciones heroicas».
Con la intención de desacreditar a Saddam Hussein entre sus partidarios, la CIA estaba considerando la posibilidad de hacer un vídeo en el que se le viera teniendo relaciones sexuales con un adolescente. Proyectos de denigración similares ya habían sido utilizados por la agencia en Sudamérica y Europa del Este contra personalidades opuestas a los Estados Unidos, pero en el caso de Irak el proyecto es recibido con escepticismo por algunos funcionarios y es abandonado.

#### Guerra de Afganistán y operación Lanza de Neptuno

Un MQ-9 Reaper estadounidense, vehículo aéreo no tripulado de uso militar, en Afganistán, 2014

La incursión más destacada de la CIA en la guerra de Afganistán fue el descubrimiento del escondite del líder de Al Qaeda, Osama bin Laden, en Abbottabad, Pakistán, y su posterior asesinato, ejecutado por un pequeño comando de fuerzas de élite pertenecientes al Grupo de Desarrollo de Guerra Naval Especial de los Estados Unidos. El operativo también contó con la supervisión y logística de la CIA, además de operativos paramilitares. La operación fue el resultado de años de trabajo de inteligencia que incluyó la captura de Jálid Sheij Mohámed (KSM) por la CIA, que tras ser interrogado reveló la identidad del mensajero de Bin Laden. El seguimiento del mensajero proporcionó a la CIA el lugar donde residía el líder de Al Qaeda. Durante la operación también se adquirió extensa documentación sobre futuros ataques planificados por la organización terrorista.
Desde el año 2004 y hasta la actualidad, el Gobierno de Estados Unidos ha estado realizando ataques aéreos con drones ―aeronaves no tripuladas― sobre Pakistán y Afganistán. Tanto los aparatos, unos 30, como sus operaciones, están a cargo de la CIA. La mayoría de los ataques se producen a lo largo de la frontera entre Pakistán y Afganistán y tienen por objetivos a insurgentes talibanes y otro grupos yihadistas. Aunque en teoría son precisos y eficaces, el primer ministro de Pakistán, Nawaz Sharif, replicó que el uso de estos aparatos «constituía una violación continua de la integridad territorial del país y dificultaba la eliminación del terrorismo.» El alto tribunal de la ciudad pakistaní de Peshawar dictaminó la ilegalidad de los ataques, al tiempo que señaló que constituían una violación de los derechos humanos y un crimen de guerra, esta última afirmación es compartida por la ONG Amnistía Internacional. En noviembre de 2014 se estimaba que el número de muertos producto de estos ataques era de entre 2184 y 3858 personas, de ellas, al menos un 10% serían civiles.

#### Guerra en Siria
Agentes de la CIA y tropas de las Fuerzas de Operaciones Especiales de Estados Unidos han entrenado a cerca de 10 000 combatientes rebeldes sirios en campos secretos de Jordania, a fecha de 2015, con un costo de 1000 millones de dólares anuales. La CIA lleva enviando armas a los rebeldes antigubernamentales sirios desde al menos 2012. Según los informes, parte de este armamento ha caído en manos de grupos yihadistas extremistas como el Frente Al-Nusra o Estado Islámico. Al Nusra, considerada la rama de Al-Qaeda en Siria, permite a grupos del Ejército Libre Sirio (los rebeldes apoyados por Estados Unidos) permanecer como «unidades independientes» con el fin de que puedan recibir misiles BGM-71 TOW de sus patrocinadores extranjeros y así ampliar su arsenal.

## Influencia de la CIA en la opinión pública
La Oficina de Asuntos Públicos (The Office Public Affairs) informa al director de Inteligencia Nacional acerca de los medios de comunicación, el debate político del momento y las dificultades que puedan tener los empleados. Esta oficina, entre otras funciones, colabora con la industria del entretenimiento. Sin embargo, distintas investigaciones o documentos desclasificados demuestran que a lo largo de su historia la agencia ha intentado influir en la opinión pública nacional e internacional y las fuerzas del orden a través de radios, periódicos, televisiones y películas. La CIA ha manipulado periódicos, agencias de noticias y asociaciones de periodistas en todos los continentes.
Una de las primeras campañas de la CIA para influir en el gran público fue la Operación Sinsonte, durante la década de 1950. Sinsonte tenía por objetivo poner al público en contra de organizaciones izquierdistas y países hostiles a los intereses estadounidenses mediante la propaganda. Según Deborah Davis en su libro Katharine the Great, Frank Wisner, quien fue jefe del Directorio de Planificación de la CIA —actual Servicio Nacional Clandestino—, tenía bajo su control a respetadas personalidades de medios como The New York Times, Newsweek o la CBS. Dos décadas después, en 1977, la revista Rolling Stone denunció que numerosos periodistas de medios como New York Herald Tribune, Time Magazine o The Washington Post estaban a sueldo de la CIA. Entre ellos se encontraría el periodista Joseph Alsop, que escribía artículos que eran publicados por más de 300 medios. Según Alex Constantine, durante la década de 1950 unos 3000 empleados de la CIA trabajaban exclusivamente en labores de propaganda. La influencia de la CIA logró ocultar la participación estadounidense en los derrocamientos de los gobiernos de Irán y Guatemala ocurridos en 1953 y 1954 respectivamente.
A la vez que la Guerra Fría «se calentaba», la CIA continuó y expandió sus operaciones de propaganda. A nivel internacional destacó por patrocinar organizaciones de carácter anticomunista —como el Congress for Cultural Freedom— y apoyar a disidentes dentro de los Estados socialistas. Pueden citarse casos célebres como el de Radio Liberty, dedicada a emitir desde la Europa capitalista con dirección a la Unión Soviética y otros países de su bloque. Otro caso fue el del periódico chileno El Mercurio que, según el Comité Church del Senado de Estados Unidos, fue financiado por la CIA en la década de 1970 para desestabilizar al gobierno izquierdista de Salvador Allende y crear un clima de tensión previo al golpe de Estado de 1973. En la financiación también habría colaborado la empresa ITT Corporation. El senador demócrata de Estados Unidos, Frank Church, quien presidía el Comité Selecto del Senado, diría en uno de sus informes finales:

La CIA mantiene una red de centenares de individuos a lo largo y ancho del globo que entregan inteligencia a la CIA, además de tratar de influir en la opinión pública en sus países por medio de propaganda encubierta. Estos individuos proveen a la CIA acceso a un sinnúmero de periódicos y tabloides, agencias de noticias, estaciones de radio y televisión, editoriales y medios extranjeros.
Reporte del Congreso de los Estados Unidos publicado en 1976

También se conoce que la CIA tiene o tenía enlaces con Hollywood y ha colaborado en la producción de películas permitiendo rodar en algunas ubicaciones reales o proporcionando objetos reales de la agencia; a cambio las películas debían ser favorables a la agencia. Según The New York Times, solo hasta la década de 1970, la CIA había financiado más de 1000 libros en todo el mundo, normalmente favorables a sus intereses y contrarios a la izquierda y a los países del bloque soviético.

«En un momento determinado llegamos a tener por lo menos un diario en cada capital extranjera»
Confesión de un agente de la CIA en 1977

Algunas organizaciones como el FBI también han colaborado con la CIA en estas actividades a través de COINTELPRO. En el siglo XXI, Internet ha cobrado fuerza en la canalización de propaganda. Se conoce que el Gobierno estadounidense tiene un programa llamado Operación Earnest Voice que utiliza el llamado astroturfing para acercar sus postulados —propaganda proestadounidense— a los usuarios de redes sociales en el extranjero. En 2014, el alemán Udo Ulfkotte, veterano periodista de Frankfurter Allgemeine Zeitung, en su libro Gekaufte Journalisten (Periodistas comprados), denunció la compra de periodistas, diarios, radios y televisiones alemanas por parte de la CIA con el fin de promover los objetivos de los Estados Unidos y la OTAN; él mismo admitió haber recibido dinero para «enfocar» sus artículos desde un punto de vista determinado. Por ejemplo, sobre la guerra de Libia declaró que la prensa occidental publicaba repetidamente noticias falsas, como supuestos bombardeos o el envenenamiento de aguas por parte del Gobierno de Gadafi.

«En innumerables ocasiones puse mi firma en notas que me entregaron los servicios de inteligencia de Estados Unidos, de Alemania o de la OTAN. Mentí, traicioné, recibí sobornos y oculté la verdad a la opinión pública. No hacía periodismo sino propaganda. Me avergüenzo aunque sea tarde para revertirlo (...) Hoy pasa lo mismo, hay periodistas sobornados para mentir y convencer a la gente sobre la necesidad de una guerra contra Rusia (...) Salvo contadas excepciones, las redacciones europeas son sucursales de los servicios de la CIA y de la OTAN»
Udo Ulfkotte

## Open Source Intelligence

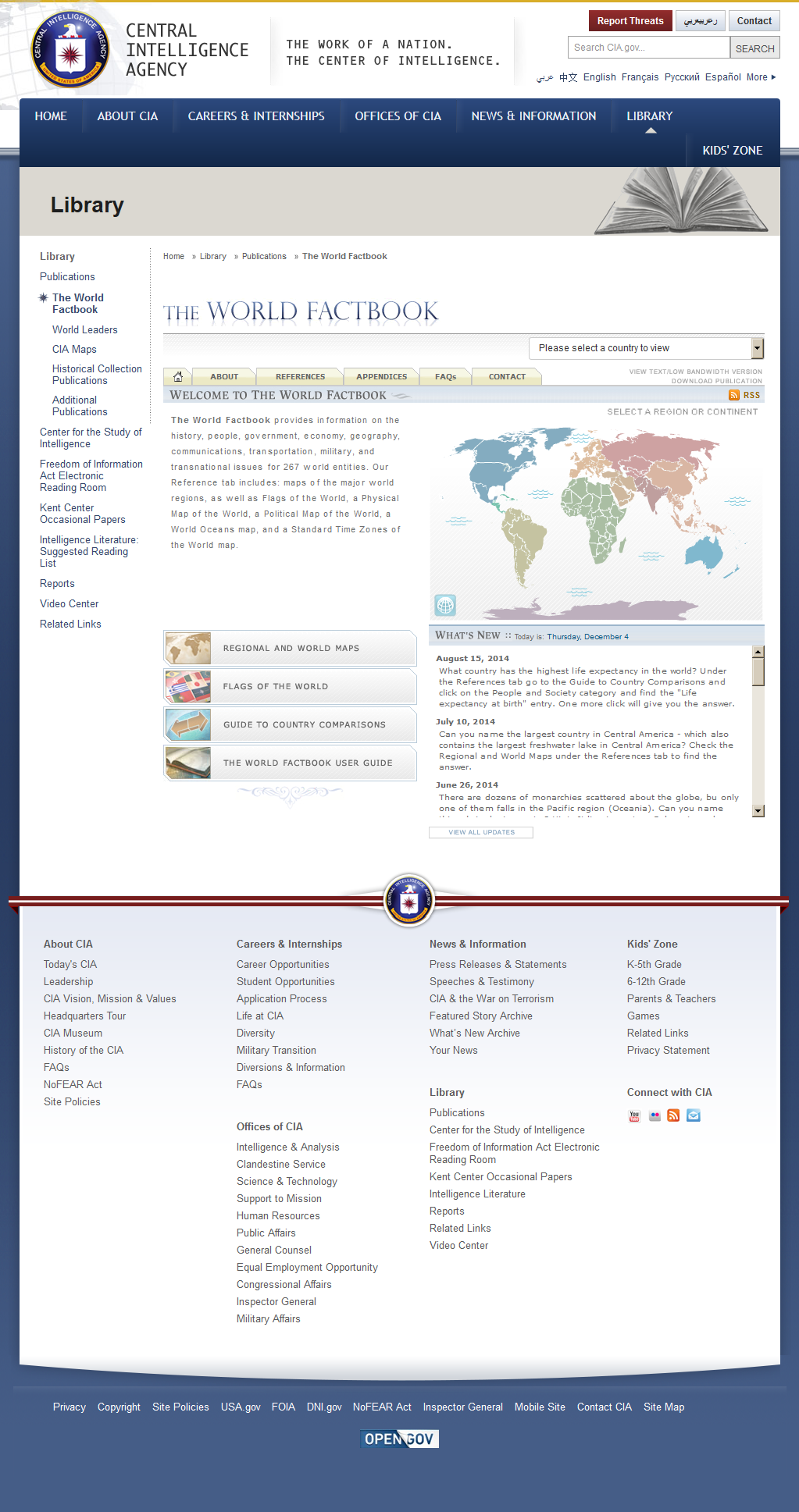
Captura de pantalla de 2014 de la página web de la CIA, donde puede consultarse distinto material y publicaciones, como The World Factbook

La CIA ofrece una amplia variedad de mapas no clasificados y otros documentos de referencia tanto a la Comunidad de Inteligencia como al público en general.
Durante la Administración Reagan, Michaek Sekora (perteneciente al DIA) trabajó junto a todas las agencias de inteligencia estadounidenses, incluyendo a la CIA, para desarrollar un sistema de estrategia competitiva basado en el Proyecto Sócrates. Sócrates fue un programa destinado a evaluar la competitividad económica y tecnológica de los Estados Unidos. El Proyecto Sócrates apoyó programas como la Iniciativa de Defensa Estratégica y otros proyectos del sector privado.
Hasta la reorganización de la Comunidad de Inteligencia estadounidense en 2004, uno de los "servicios de interés general" que tenía la CIA era la Open Source Intelligence, dependiente del Foreign Broadcast Information Service (FBIS) y dedicada a fomentar la transparencia de la agencia de cara al público. FBIS, que había absorbido al Joint Publication Research Service, una organización militar dedicada a la traducción de documentos, se fusionó con la National Open Source Enterprise, dependiente del Director Nacional de Inteligencia.
Como parte de sus esfuerzos por reunir toda la información de inteligencia posible, la CIA invierte cada vez más esfuerzos en la búsqueda de información a través de la red y medios de comunicación sociales. El director del DNI Open Source Center (OSC), Doug Naquin, declaró en la sede de la CIA:

We're looking at YouTube, which carries some unique and honest-to-goodness intelligence
Estamos viendo YouTube, que proporciona inteligencia única y de la buena

En junio de 2014, la CIA abrió una cuenta oficial en la red social Twitter; su primer mensaje en esta red puede representar, en clave de humor e ironía, aunque algunos medios también lo calificaron de cinismo, la relación de la agencia con el gran público: no podemos confirmar ni negar que este sea nuestro primer tuit (We can neither confirm nor deny that this is our first tweet).

### The World Factbook
Una de las publicaciones más conocidas y extendidas de la Agencia Central de Inteligencia es The World Factbook, también conocido como CIA World Factbook. Se trata de una publicación que contiene información básica tipo almanaque sobre la mayoría de países del mundo. Aunque en un principio sus contenidos eran clasificados y solo estaban disponibles para determinados funcionarios del Gobierno de Estados Unidos, actualmente se encuentra en el dominio público y en constante actualización. A pesar de que ha sido objeto de críticas por falta de información o errores puntuales, The World Factbook es un referente habitual en trabajos de investigación, artículos académicos y otros artículos de prensa.

## Relación con otras agencias de inteligencia
La CIA es la agencia de inteligencia estadounidense que dedica mayores esfuerzos a inteligencia humana (HUMINT) y análisis. Las 16 agencias de la Comunidad de Inteligencia de Estados Unidos son dirigidas y coordinadas por el director Nacional de Inteligencia. La agencia también obtiene información de otras agencias del Gobierno, fuentes comerciales de información y servicios de inteligencia extranjeros.

Logo de la Comunidad de Inteligencia de los Estados Unidos

### Agencias de Estados Unidos
Los empleados de la CIA también forman parte de la Oficina Nacional de Reconocimiento (NRO), una agencia federal creada originalmente entre la CIA y la Fuerza Aérea para operar los satélites espía de Estados Unidos. Actualmente la NRO es una de las «cinco grandes» agencias de Estados Unidos y cuenta con un presupuesto de más de 10 000 millones de dólares, aunque su escaso personal hace que la mayoría de las tareas de la agencia las realicen empleados de sus agencias hermanas y sus «decenas de miles» de contratistas privados.
El Servicio de Recolecciones Especiales de los Estados Unidos (SCS) es una oficina operada conjuntamente por la CIA y la NSA, encargada de realizar labores de vigilancia electrónica clandestina en embajadas y territorios hostiles en todo el mundo. Gracias a las filtraciones de Edward Snowden de 2013 se descubrió que el SCS es una de las organizaciones implicadas en la red de vigilancia mundial, colaborando en el programa de vigilancia de alto secreto Stateroom (y antiguamente en ECHELON) junto a los miembros de la comunidad UKUSA.

### Servicios de inteligencia extranjeros
El papel y las funciones que desempeña la CIA son más o menos equivalentes a las que realiza, por ejemplo, el MI6 en Reino Unido, el ASIS en Australia, el Mossad en Israel o el ISI pakistaní. Si bien la CIA y estas agencias se dedican a recoger y analizar información, algunos departamentos del Gobierno estadounidense como el Bureau of Intelligence and Research, dependiente del Departamento de Estado, se dedican exclusivamente al análisis de datos.

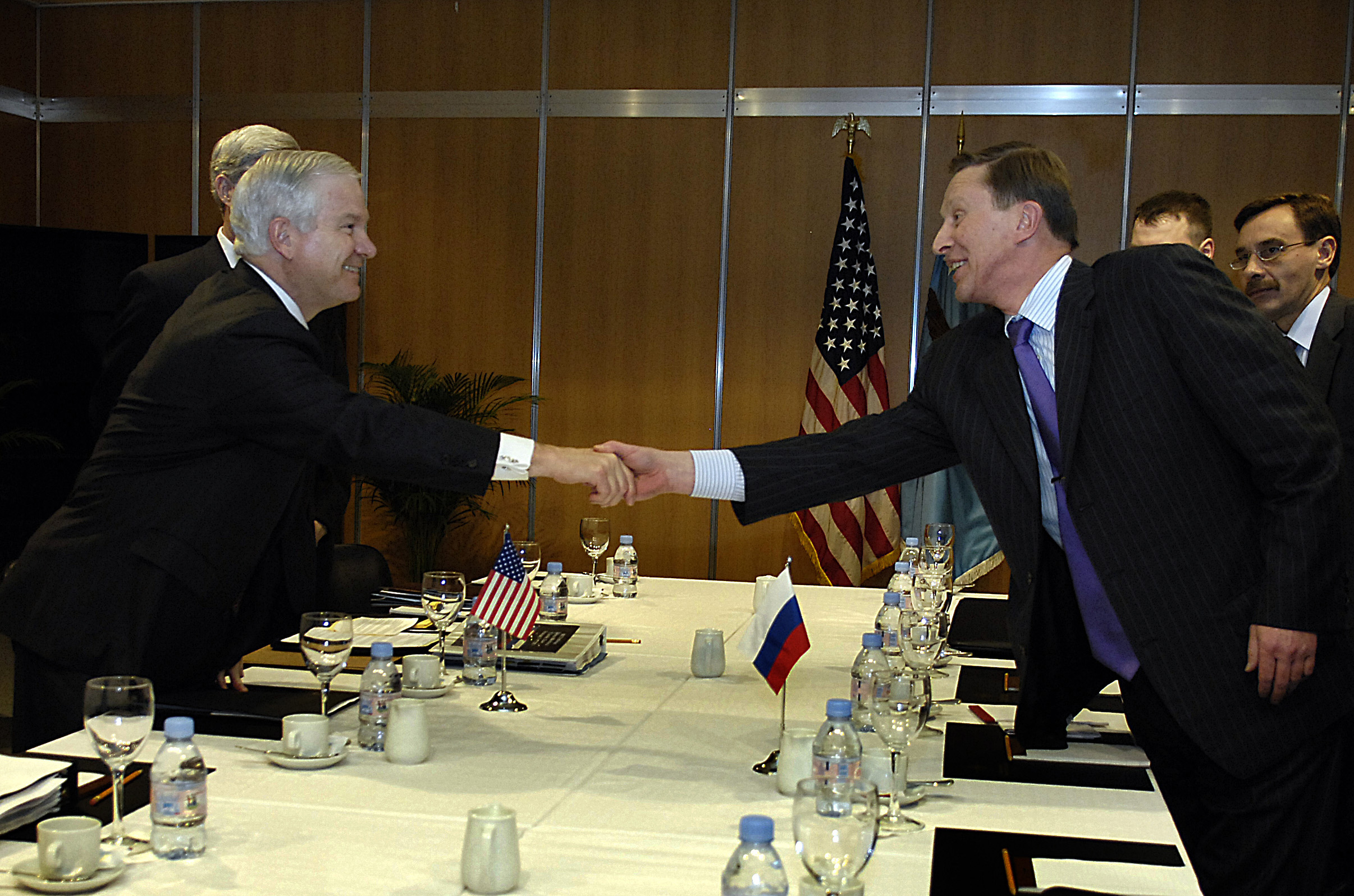
El exdirector de la CIA, Robert Gates, reunido con el ministro ruso de Defensa y exoficial de la KGB, Sergei Ivanov, en 2007

La inteligencia estadounidense tiene vínculos muy estrechos con las agencias de inteligencia de países de habla inglesa, destacando Australia, Canadá, Nueva Zelanda y el Reino Unido. Estos países poseen varias redes de comunicación, como Five Eyes o Cinco Ojos, para el intercambio de información de inteligencia. Como indicativo de esta estrecha colaboración, la red principal de comunicaciones militares de Estados Unidos incorporó recientemente un nuevo sello para la distribución de sus comunicaciones. Anteriormente, los mensajes marcados como NOFORN (es decir No Foreign Nationals o No para extranjeros) requería un sello especial que precisara que países podían recibir la información. En cambio, ahora existe la advertencia USA/AUS/CAN/GBR/NZL Five Eyes, que, utilizado principalmente en mensajes de inteligencia, indica de una manera sencilla y rápida que la información puede ser compartida entre Estados Unidos, Australia, Canadá, Reino Unido y Nueva Zelanda.
La agencia de inteligencia alemana, el Bundesnachrichtendienst, posee una división llamada «Verbindungsstelle 61» que se encarga de mantener contacto permanente con la oficina de la CIA en Irlanda (ambas colaboran en una unidad de inteligencia militar conocida como G2), pues estas agencias tienen un estrecho contacto, aunque Alemania no está dentro de UKUSA ni de Cinco Ojos.

## Subcontratación y privatizaciones
Desde hace unos años, muchas funciones y actividades de las agencias de la Comunidad de Inteligencia, incluyendo a la CIA, están siendo progresivamente externalizadas y confiadas a empresas privadas. Mike McConnell, exdirector Nacional de Inteligencia, estuvo a punto de dar a conocer un informe de investigación sobre la externalización de la inteligencia estadounidense a petición del Congreso. Sin embargo, finalmente el informe fue clasificado y no se pudo conocer su contenido. El periodista R.J. Hillhouse denunció en 2007 la presunta externalización a gran escala del espionaje estadounidense, afirmando que empresas privadas como Abraxas, Booz Allen Hamilton, Lockheed Martin o Raytheon desempeñan funciones clave dentro de la CIA y otras agencias, además de absorber la mayoría del presupuesto dado por el Gobierno a la Comunidad de Inteligencia. Hillhouse también especulaba que los contenidos del informe eran los siguientes:
- Diferencias en las normas que deben cumplir los contratistas frente a las de los empleados gubernamentales.
- Análisis del costo de los contratistas frente a los de los empleados gubernamentales. A menudo los contratistas realizan el mismo servicio que los empleados del Gobierno, por lo que se producen duplicidades.
- Estimación del número de contratistas y contratos a las empresas.
- Comparación de sueldos entre un empleado del sector privado y otro gubernamental, teniendo los contratistas un salario mayor.
- Análisis sobre el abandono de su trabajo por parte de los empleados públicos.
- Evaluación de los mecanismos de responsabilidad en la gestión.
- Evaluación de los procedimientos para la correcta supervisión de los contratistas con el fin de identificarlos en caso de responsabilidades penales, evitar el fraude, abusos o el despilfarro de recursos económicos.

De acuerdo con el periodista de investigación Tim Shorrock:

..what we have today with the intelligence business is something far more systemic: senior officials leaving their national security and counterterrorism jobs for positions where they are basically doing the same jobs they once held at the CIA, the NSA and other agencies — but for double or triple the salary, and for profit. It's a privatization of the highest order, in which our collective memory and experience in intelligence — our crown jewels of spying, so to speak — are owned by corporate America. Yet, there is essentially no government oversight of this private sector at the heart of our intelligence empire. And the lines between public and private have become so blurred as to be nonexistent.
..lo que hoy en día tenemos con el negocio de la inteligencia es algo mucho más sistémico: los altos funcionarios están dejando sus puestos de trabajo en seguridad nacional y contraterrorismo para acceder a trabajos que son, básicamente, los mismos que desempeñaban en la CIA, la NSA u otras agencias, pero con una diferencia: su sueldo es el doble o el triple y trabajan para organizaciones con fines de lucro. Esta privatización del más alto nivel, provoca que nuestra memoria colectiva y la experiencia de inteligencia —nuestras joyas de la corona del espionaje, por así decirlo— son ahora propiedad de las corporaciones privadas estadounidenses. Además, no existe ninguna supervisión gubernamental de este sector privado, que ahora es el corazón de nuestro imperio de inteligencia. La línea entre lo público y lo privado se ha vuelto tan borrosa, que aparentemente es inexistente.

El Congreso de Estados Unidos solicitó el 30 de marzo de 2008 un informe sobre la contratación de agentes externos.

The Director of National Intelligence has been granted the authority to increase the number of positions (FTEs) on elements in the Intelligence Community by up to 10% should there be a determination that activities performed by a contractor should be done by a US government employee.
Se le ha concedido al Director Nacional de Inteligencia la facultad de aumentar en hasta un 10% el personal privado de la Comunidad de Inteligencia que pueda realizar actividades realizadas por empleados del Gobierno de Estados Unidos.

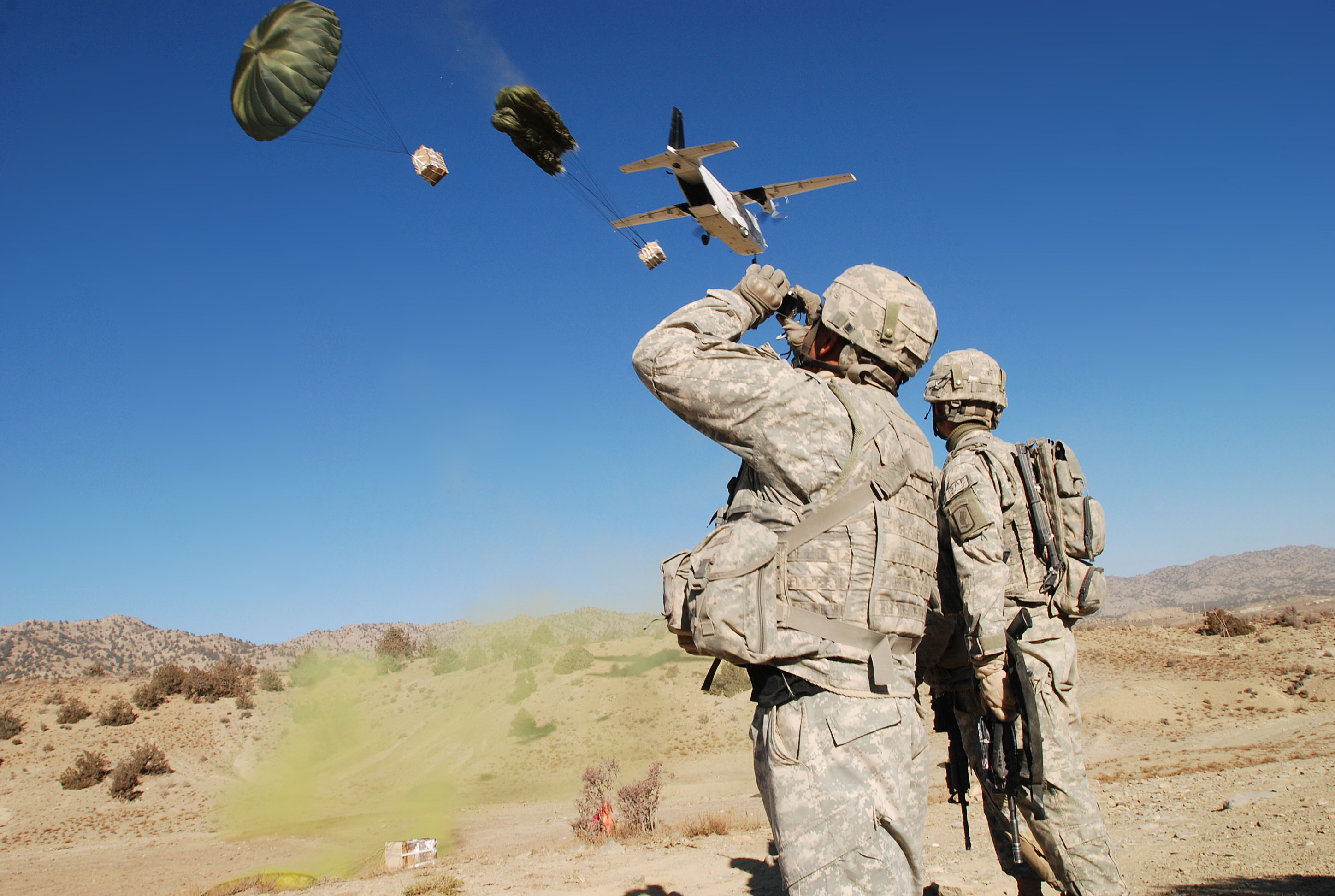
Un avión de la empresa militar privada Academi lanzando suministros en Afganistán; anteriormente llamada y más conocida como Blackwater, Academi es un importante contratista militar y de inteligencia de Estados Unidos

Según Hillhouse, uno de los problemas de la subcontratación reside en las limitaciones que el Congreso impone en el número de empleados de la Comunidad de Inteligencia. Según Hillhouse, esto ha dado lugar a que un 70% de la fuerza laboral del Servicio Nacional Clandestino de la CIA sean contratistas privados. Tras años en que se creyó y dependió de los contratistas, el Congreso ahora está creando un marco para la conversión de estos contratistas en empleados del Gobierno federal, más o menos.
Como la mayoría de las agencias gubernamentales, los equipos humanos encargados de la fabricación de material son subcontratados al sector privado. La Oficina Nacional de Reconocimiento (NRO), responsable del desarrollo y operatividad de sensores aéreos o espaciales, colaboró durante mucho tiempo en esta tarea con la CIA y el Departamento de Defensa. En uno de los proyectos, la NRO, que en ese entonces se encontraba bajo la autoridad del DCI, contrató a Boeing, una empresa sin experiencia en este campo. El proyecto (llamado Future Imagery Architecture) a desarrollar era un satélite de nueva generación; cuando el proyecto finalizó, los sobrecostos del contrato concedido a Boeing sobrepasaban los 4000 millones de dólares.
En algunas ocasiones, por culpa de las agencias o de grupos de trabajo se producen sobrecostes o duplicaciones.

## Formación

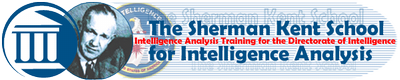
Logo del Sherman Kent School, uno de los centros de formación asociados con la CIA

La CIA posee centros donde sus empleados y candidatos realizan distintos cursos de formación; la agencia también cuenta con otras organizaciones asociadas. La CIA estableció su primer centro de formación, la Office of Training and Education, en 1950. Tras el final de la Guerra Fría, el presupuesto para formación se redujo, lo que tuvo un efecto negativo en la retención de sus empleados. El director de la CIA, George Tenet, estableció la CIA University en 2002. La CIA University imparte entre 200 y 300 cursos al año para la formación de nuevos empleados, agentes con experiencia y personal de apoyo de la agencia. Los cursos de formación se realizan en colaboración con la National Intelligence University, que incluye a la Sherman Kent School for Intelligence Analysis.
Para etapas posteriores del entrenamiento de los agentes, existe por lo menos un área de entrenamiento de carácter secreto en Camp Peary, cerca de Williamsburg, Virginia. Los aspirantes son evaluados y seleccionados. En Harvey Point, Carolina del Norte, se realizan cursos de entrenamiento adicional para preparar a los agentes para determinadas misiones.
El centro de entrenamiento de la Oficina de Comunicaciones es el Warrenton Training Center, ubicado cerca de Warrenton, Virginia. El centro se fundó en 1951 y ha sido utilizado por la CIA, al menos, desde 1955.

## Empleados
El número de empleados de la agencia es información clasificada. Los documentos secretos filtrados en 2013 situaban la cifra de empleados en 21 575 personas. En la década de 2000, antes de conocerse la cifra exacta, el número se estimaba en 20 000, cifra que, como se comprobaría, no iba muy desencaminada. Robert Baer, analista de la CNN y exagente de la CIA, declaró que normalmente un empleado de la agencia se somete a un examen con polígrafo (detector de mentiras) cada tres o cuatro años.

## Presupuestos y desglose

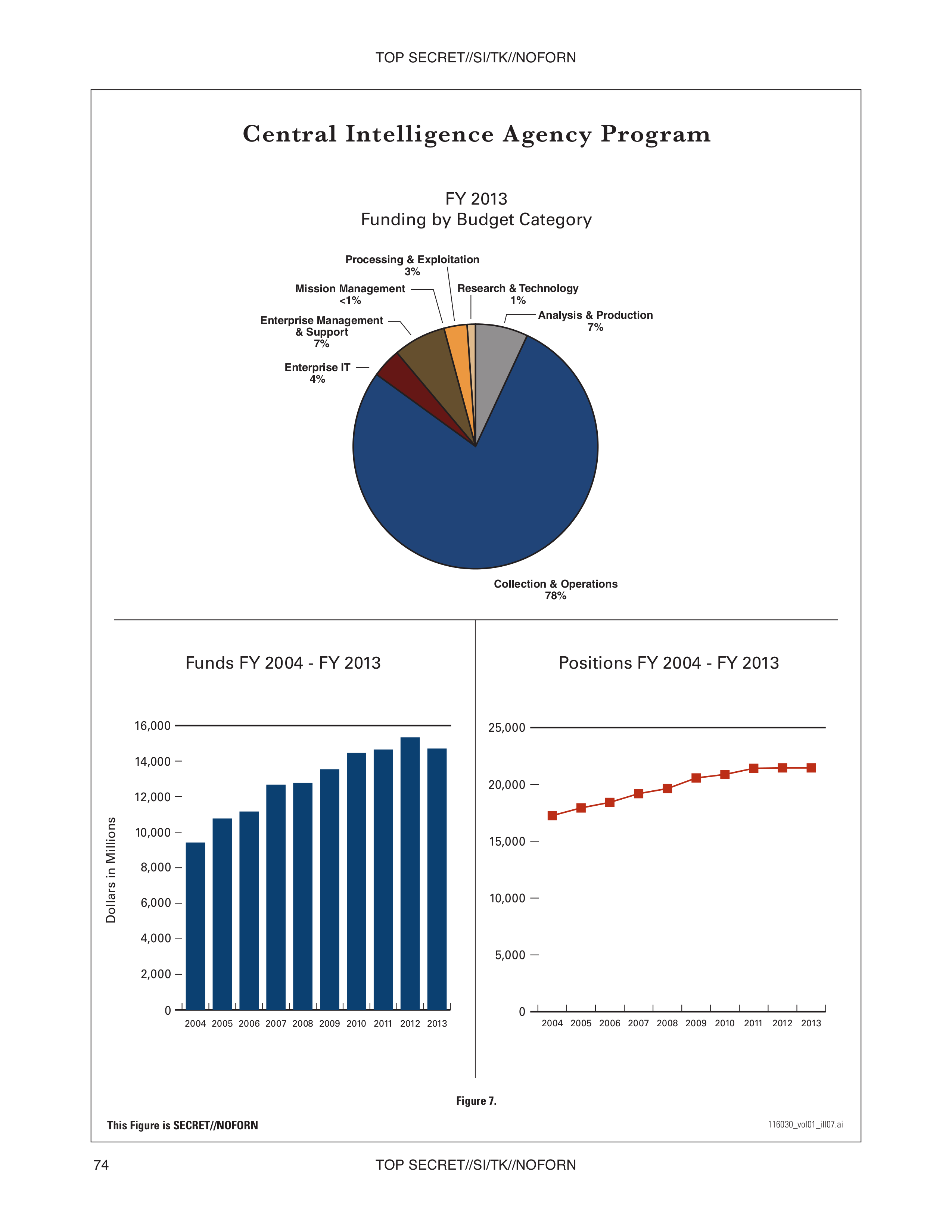
Imagen de uno de los documentos secretos filtrados, donde el Gobierno estadounidense hacía el desglose básico de los presupuestos de la CIA de 2013 para presentarlos al Congreso. También se puede ver la evolución de su presupuesto entre 2004 y 2013 y sus reservas financieras. Para ver el PDF clasificado completo pinche aquí

Los detalles de los presupuestos globales de inteligencia en Estados Unidos son información clasificada, salvo contadas excepciones. En virtud de la Ley de la Agencia Central de Inteligencia de 1949 (Central Intelligence Agency Act), el director Central de Inteligencia es el único empleado del Gobierno federal que puede hacer un un-vouchered sin el dinero del Gobierno. El Gobierno de Estados Unidos hace públicos los gastos totales de la inteligencia no militar desde 2007.
Gracias a las revelaciones sobre la vigilancia mundial de 2013, se pudo saber por primera vez en décadas no solo el presupuesto de la CIA para el año fiscal 2013, sino a que se destinan estos fondos. De acuerdo con los documentos de alto secreto filtrados por Edward Snowden, el presupuesto total de la inteligencia estadounidense fue de 52 600 millones de dólares. De ellos, 14 700 millones fueron a la CIA, siendo la agencia de inteligencia mejor retribuida, con casi un 50% más de presupuesto que la segunda agencia por presupuesto, la Agencia de Seguridad Nacional (NSA). Los documentos de Snowden publicados por The Washington Post hacían el siguiente desglose en cuatro grandes categorías: 11 500 millones de dólares para operaciones de recolección de datos, 1800 millones para gastos de gestión e instalaciones, 1100 millones en análisis de datos y 387 millones en procesamiento y explotación de datos. A su vez se hacía un desglose más detallado que agrupaba 15 categorías de gasto para la CIA en 2013, de ellas las más destacadas eran: 2300 millones de dólares para HUMINT, 1700 millones para SIGINT, 2500 millones en gastos de seguridad y logística en sus misiones u 850 millones para operaciones informáticas y contrainteligencia. Los programas de "acciones encubiertas", que incluyen operaciones con aviones no tripulados o actividades contra el programa nuclear iraní, están dotados con un presupuesto de 2600 millones. Según las previsiones remitidas al Congreso de Estados Unidos en 2012, la CIA debía recibir entre 2013 y 2017 unos 64 568 millones de dólares.
A lo largo de la historia de la CIA ha habido numerosos intentos por desvelar y obtener información general sobre sus presupuestos. Como resultado, se reveló que en 1963 el presupuesto de la CIA fue de 550 millones de dólares, lo que ajustado a la inflación equivaldría a 4200 millones para 2014. También se conoce el presupuesto que tuvo la inteligencia estadounidense en 1997, 26 600 millones, lo que ajustado a la inflación serían 39 100 millones en 2014.
También ha habido revelaciones accidentales: Mary Margaret Graham, exfuncionaria de la CIA y Subdirectora Nacional de Inteligencia dijo que el presupuesto para 2005 de las agencias era de 44 000 millones de dólares; en 1994, el Congreso publicó por error el presupuesto total de las agencias de inteligencia, 43 400 millones ajustados a la inflación de 2012 para el Programa no militar de Inteligencia Nacional, incluyendo 4800 millones destinados a la CIA.
Según el libro Legado de Cenizas, historia de la CIA, escrito por el periodista estadounidense Tim Weiner, ganador del Premio Pulitzer por sus trabajos periodísticos sobre los servicios secretos estadounidenses, ya en la década de 1940 el Gobierno estadounidense permitió a la CIA el uso de 200 millones de dólares de la época provenientes del Exchange Stabilization Fund (un fondo para emergencias del Tesoro estadounidense) para intentar influir en las elecciones de Europa, centrándose en Italia —probablemente para perjudicar al poderoso Partido Comunista de Italia, el más grande de los partidos comunistas en países capitalistas de Europa y que durante décadas fue el segundo partido más votado en Italia. Según el mismo libro, el 5% del presupuesto del Plan Marshall fue puesto a disposición de la CIA, unos 685 millones de dólares de la época.

### Comparación de su presupuesto
Informe y estadísticas comparando los presupuestos de la CIA con las otras cuatro grandes agencias de inteligencia de Estados Unidos y dividiéndolo en cuatro grandes categorías, datos de 2013 y en millones de dólares, último año del que se tiene un registro tan completo de las agencias:
| Agencias / Programas | Agencias / Programas                            | Gestión e infraestructura | Recopilación de datos | Procesamiento y explotación de datos | Análisis de datos | Presupuesto total |
| -------------------- | ----------------------------------------------- | ------------------------- | --------------------- | ------------------------------------ | ----------------- | ----------------- |
|                      | Central Intelligence Agency (CIA)               | 1800                      | 11 500                | 387                                  | 1100              | 14 787            |
|                      | National Security Agency (NSA)                  | 5200                      | 2500                  | 1600                                 | 1500              | 10 800            |
|                      | National Reconnaissance Program (NRO)           | 1800                      | 6000                  | 2500                                 | –                 | 10 300            |
|                      | National Geospatial-Intelligence Program (NGIA) | 2000                      | 537                   | 1400                                 | 973               | 4910              |
|                      | General Defense Intelligence Program (DIA)      | 1700                      | 1300                  | 228                                  | 1200              | 4428              |
| Total                | Total                                           | 12 500                    | 21 837                | 6115                                 | 4773              | 45 225            |

A lo largo de su historia, la CIA ha estado considerada como la agencia de inteligencia con mayor presupuesto del mundo y la mejor pagadora. Aunque desde el final de la Guerra Fría y los atentados del 11 de septiembre la forma en que se distribuye su presupuesto ha cambiado drásticamente, al tiempo que su presupuesto se ha reducido en favor de agencias hermanas de Estados Unidos.

## Crímenes, críticas y controversias
Las principales fuentes de esta sección provienen de instituciones como el Council on Foreign Relations, los National Security Archive de la Universidad George Washington, la Freedom of Information Act, las audiencias y las investigaciones del Congreso y el Senado de Estados Unidos y los libros de William Blum y Tim Weiner, además de archivos desclasificados por la propia agencia. Aunque la CIA a menudo ni confirma ni desmiente sus operaciones, hay que destacar que la CIA dedicó un extenso artículo a descalificar el libro de Weiner y también ha criticado al estudioso sobre inteligencia de los National Security Archive, Jeffrey T. Richelson. En esta sección, la mayoría de actividades controvertidas incluidas son las más recientes o de las que se tiene nociones de que siguen desarrollándose; las demás, pueden encontrarse en la sección historia. Las operaciones terminadas, pero que no se sabe a ciencia cierta su veracidad o auténtico alcance, se encuentran en esta sección.
Las controversias alrededor de la CIA se centran en el desarrollo de actividades ilegales a lo largo de su historia, como experimentos sobre humanos sin consentimiento mediante el uso de agentes químicos ―MK Ultra―, violaciones de los derechos humanos, torturas, secuestros y encarcelamientos clandestinos o tráfico de drogas ―esto último negado por la agencia―. La CIA también ha ordenado el asesinato o el apoyo a tentativas de asesinato de líderes políticos, cuya categoría legal se enmarca dentro del derecho consuetudinario de las leyes de la guerra.

### Rendiciones extraordinarias

Mapa con los itinerarios de los vuelos ilegales de la CIA en sus rendiciones extraordinarias

Rendición extraordinaria es la expresión utilizada en Estados Unidos y Reino Unido para describir al proceso mediante el cual una persona es trasladada extrajudicialmente de un país a otro de manera clandestina. Estas operaciones se vendrían realizando desde la presidencia de Bill Clinton, en la década de 1990. La CIA ni confirma ni niega estos hechos.
Sus críticos emplean también el término «tortura por proxi» para describir estas operaciones de la CIA y de otras agencias del Gobierno de Estados Unidos, donde sospechosos de terrorismo han sido enviados a países conocidos por emplear la tortura, sea o no se intencional. Está confirmado que la tortura es empleada con el conocimiento o con la complicidad de Estados Unidos ―un delito, pues la transferencia de personas con el propósito de torturarles es una violación de las leyes de Estados Unidos―, sin embargo, esto fue negado por la antigua Secretaria de Estado de Estados Unidos, Condoleezza Rice: Estados Unidos no ha transportado a nadie y no transportará a nadie a un país donde creemos que pueden ser torturados. Estados Unidos busca garantías de las personas transferidas no sean torturadas.
El Gobierno de Barack Obama trató de distanciarse de las algunas de las «más duras técnicas», aunque admitió que las rendiciones continuarían.

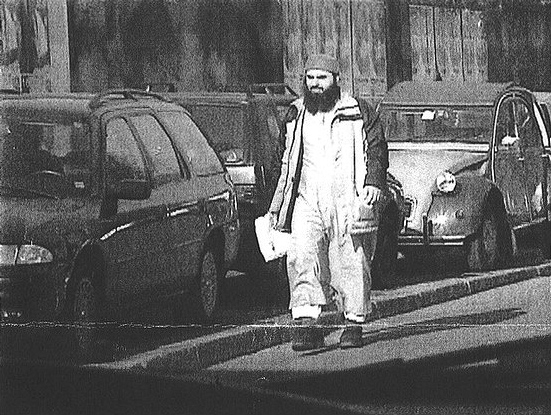
Imagen obtenida por la CIA durante su vigilancia de Hassan Mustafa Osama Nasr, más tarde secuestrado. La imagen fue recuperada por la fiscalía italiana de Milán durante sus investigaciones del caso

Estos programas de Estados Unidos han sido objeto de investigaciones oficiales en Europa, sobre todo por las detenciones secretas y traslados ilegales realizados en Estados miembros de la Unión Europea. Un informe del Parlamento Europeo confirmó en 2006 que la CIA ha sido «directamente responsable del rapto, el traslado, el secuestro y la detención de sospechosos de terrorismo» en Europa; además, estimaba en 100 las personas que habían sido secuestradas en suelo europeo ―en cooperación con los Gobiernos de estos países― y trasladados a centros de detención clandestinos de terceros países (llamados en inglés black site o sitios negros), algunos ubicados en la propia Europa. Según un informe independiente del Parlamento Europeo de febrero de 2007, la CIA habría realizado hasta ese año 1245 vuelos sobre Europa con sospechosos que podrían enfrentarse a la tortura en sus países de destino, una violación del artículo tres de la Convención de la Naciones Unidas contra la tortura, todo ello con el conocimiento y consentimiento de los países de la UE.
Tras los atentados terroristas del 11 de septiembre de 2001 en Estados Unidos, la CIA ha sido acusada de haber trasladado a cientos de personas sospechosas de terrorismo o de colaboración con organizaciones terroristas a terceros países como Egipto, Jordania, Marruecos y Uzbekistán. Estos «detenidos fantasma» se mantienen fuera de supervisión judicial alguna.
El 4 de octubre de 2001, los países miembros de la OTAN firmaron un acuerdo secreto en Bruselas. George Robertson, secretario de defensa británico y más tarde secretario general de la OTAN, explicaría que los acuerdos de la OTAN autorizan los vuelos de naturaleza militar de los aviones de Estados Unidos y sus aliados en operaciones relacionadas con el terrorismo.
Algunos casos individuales y confirmados de rendiciones extraordinarias son el caso Jalid El-Masri, un ciudadano alemán detenido por la policía macedonia y entregado a la CIA, quien lo trasladó en avión a Afganistán para ser internado en el centro de interrogatorios estadounidense conocido como Salt Pit («Pozo de Sal»), donde fue torturado, sodomizado y sometido a similares tratos inhumanos. Tras comprobarse su inocencia, fue puesto en libertad; El-Masri declaró que estimaba que entre 2001 y 2005, unas 3000 personas habrían corrido su misma suerte. También se han dado otras situaciones como el caso Maher Arar o el caso Abu Omar ―italiano secuestrado en Milán con la supuesta colaboración de la inteligencia italiana y más tarde trasladado y torturado en Egipto, antes de ser puesto en libertad―.

### Cárceles clandestinas ilegales

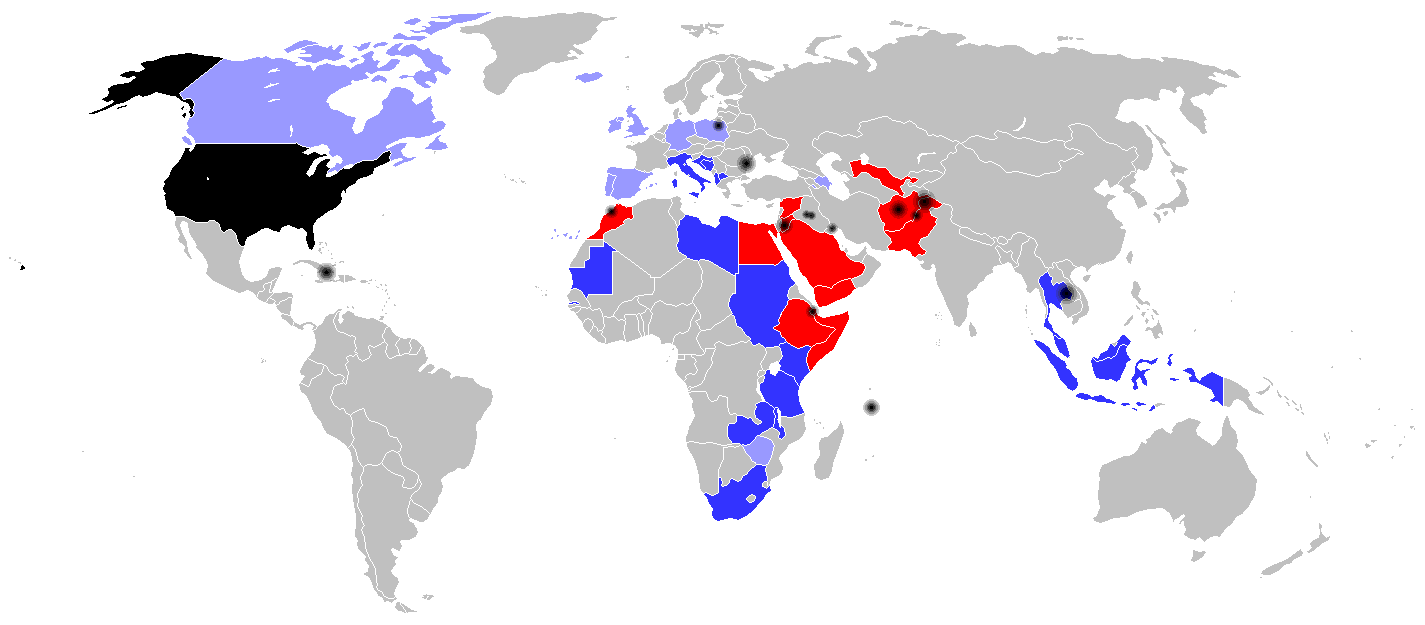
Estados Unidos y sus cárceles (puntos negros)
Países desde donde se han realizado rendiciones extraordinarias
Países a través de los cuales han sido transportados prisioneros
Países a donde llegan los detenidosFuente: Amnistía Internacional

Las cárceles clandestinas de la CIA, en terminología militar y en inglés black sites, son lugares en los que se desarrollan proyectos negros ―ilegales según la Constitución de Estados Unidos―. La Agencia Central de Inteligencia posee una amplia red de cárceles por todo el mundo, en general fuera de cualquier jurisdicción. Son utilizadas principalmente para la reclusión de sospechosos dentro de la llamada guerra contra el terrorismo y de los llamados «combatientes enemigos ilegales». El entonces presidente de Estados Unidos, George W. Bush, admitió la existencia de estas prisiones durante un discurso del 6 de septiembre de 2006, aunque existían informaciones desde el 2005, procedentes de algunas ONG y del diario Washington Post. La Unión Europea, en una resolución de su parlamento aprobada por mayoría absoluta, admitía la existencia de estos centros en algunos de sus países miembros, como Polonia o Rumanía. Amnistía Internacional acusó además a varios países ―como Hungría, España y Suecia― de la UE de tolerancia o colaboración táctica.

Estados Unidos y los países que albergan sus prisiones secretas o han colaborado en las operaciones, según la Open Society Foundations, 2013

Se estima que existen unas 50 cárceles clandestinas en 28 países de todos los continentes. La mayoría de ellas se encontrarían en países de Oriente Medio ―se pueden citar algunas conocidas como la prisión Salt Pit, que se encuentra cerca de Kabul, Afganistán o la prisión de Abu Ghraib, donde se destapó un grave caso de torturas y abusos a prisioneros―. también existen algunas de estas prisiones en países africanos como Egipto, Libia, Marruecos o Yibuti. Algunas de las prisiones serían el centro de interrogatorio Temara, cerca de Rabat, Marruecos o Camp Lemonnier, un antiguo cuartel de la Legión Extranjera Francesa. Algunas de estas prisiones se encuentran en territorio de ultramar de Estados Unidos, como la base naval estadounidense en el atolón Diego García ―negado por Estados Unidos― y la célebre prisión de Guantánamo.
En Europa se ha acusado a una docena de países de cooperar con la CIA y albergar sus prisiones. Estos países son: República Checa, Hungría, Armenia, Georgia, Letonia, Bulgaria, Azerbaiyán, Kazajistán, Ucrania y Macedonia del Norte ―además de los casos ya citados de Rumanía y Polonia―. Los Gobiernos de estos países mintieron y negaron las acusaciones, pero en diciembre de 2014, estas fueron confirmadas por el Comité de Inteligencia del Senado de Estados Unidos en su informe final.
Según Reprieve, una organización de defensa de derechos humanos del Reino Unido y el periódico The Guardian, Estados Unidos habría usado 17 buques de su armada ―cárceles flotantes― como prisiones para interrogar a los sospechosos de ser terroristas. La mayoría de estos buques servirían como prisiones temporales o de tránsito de prisioneros y estarían localizados en el Océano Índico. La existencia de estas prisiones fue confirmada por varios antiguos prisioneros y oficiales de las embarcaciones. En 2006, el Congreso de los Estados Unidos admitió que sus fuerzas habían detenido desde el año 2001 a unas 80 000 personas en todo el mundo y que de ellas 26 000 aún seguían presas sin cargos y 14 000 habían sido recluidas en cárceles secretas.

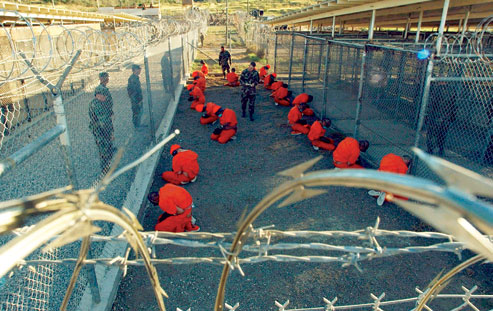
Prisioneros en Guantánamo, 2002.
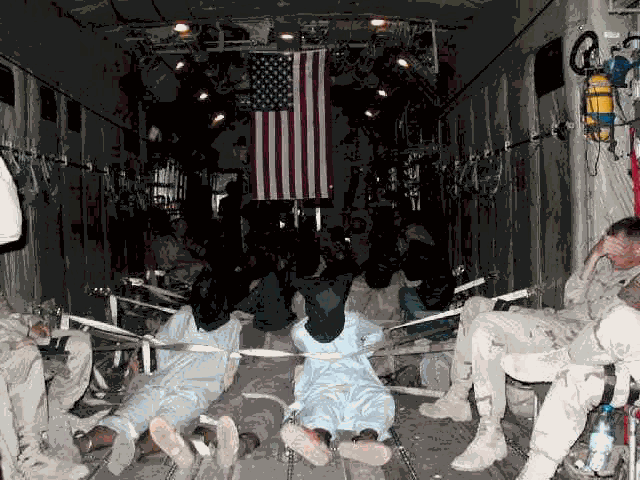
Traslado de prisioneros en un avión estadounidense.
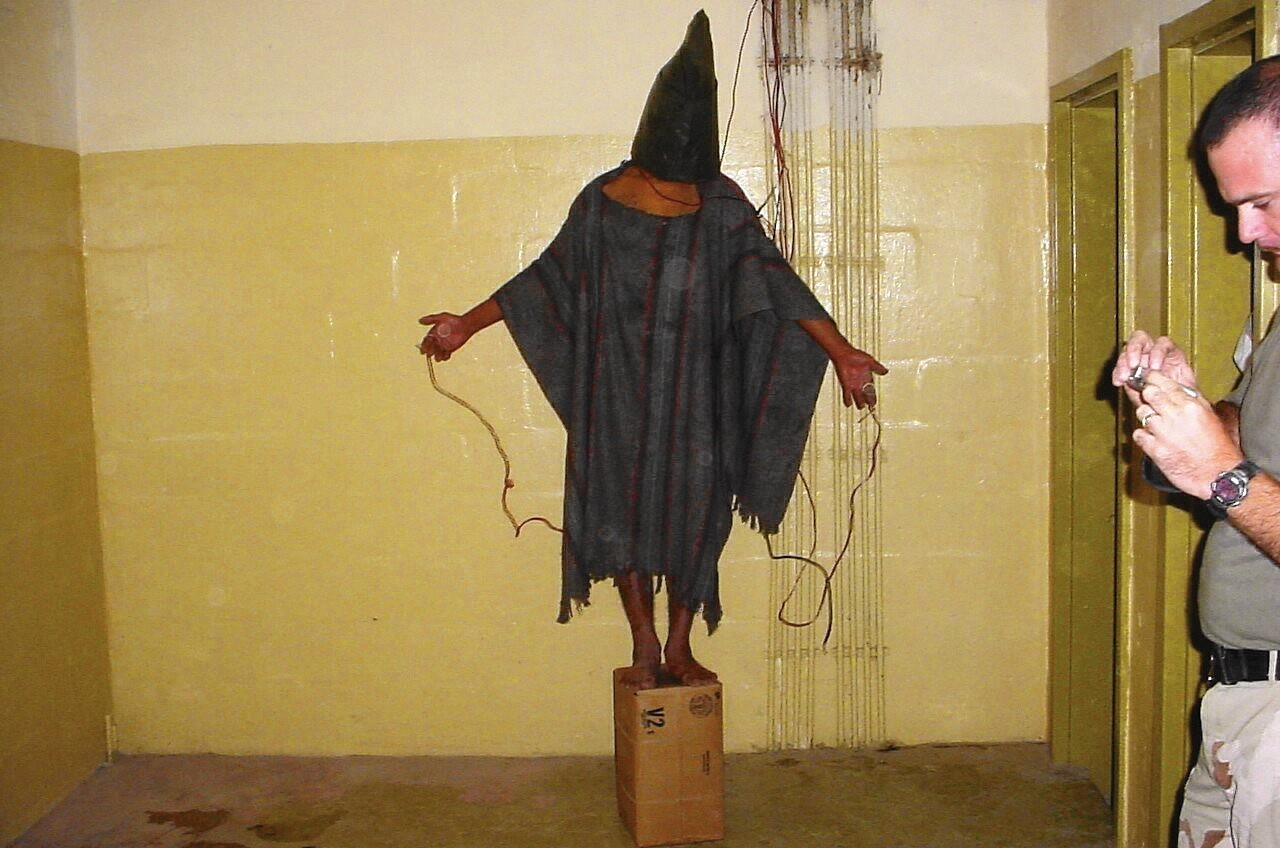
Tortura de Satar Jabar en Abu Ghraib conectándole al cableado eléctrico por manos y genitales, 2004.
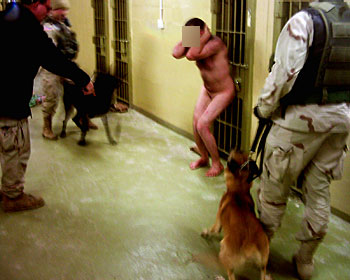
Abusos a un prisionero en el centro de detención de Abu Ghraib, 2004.
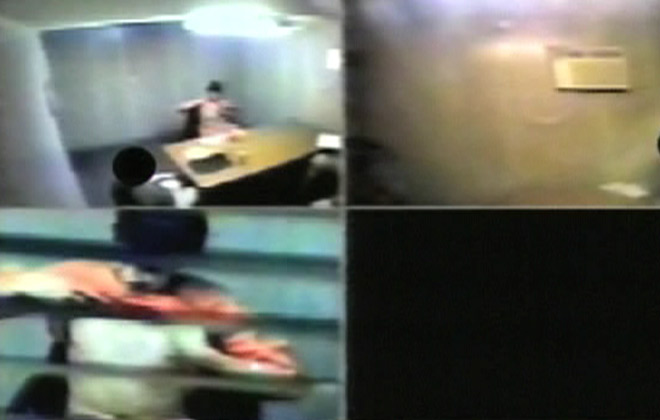
Interrogatorio de Omar Khadr por oficiales canadienses.

### Violaciones de derechos humanos
Las tácticas que la CIA emplea en sus misiones son objeto de polémica. En ocasiones estas tácticas han incluido torturas, asesinatos de civiles o de líderes políticos, financiación y entrenamiento de grupos y organizaciones que tratarían de derrocar Gobierno legítimos, experimentación con seres humanos y otros asesinatos selectivos.
La CIA ha sido acusada de ineficiencia en sus operaciones y que algunas acciones que se desarrollan en estas poco tienen que ver con la recolección de inteligencia, a la vez que son una violación de los derechos humanos. Se ha dicho que la CIA tiene hasta a un 90% de sus empleados viviendo y trabajando en Estados Unidos, lo que sería una clara violación de sus estatutos. Como agencia independiente, se ha señalado su falta de controles financieros y casos de fraude o malversación.
Tras el 11-S un grupo de médicos, abogados y expertos en derechos humanos patrocinados por la Universidad de Columbia a través del think tank Institute on Medicine as a Profession y la organización sin ánimo de lucro Open Society Fundation, denunciaron «los abusos cometidos a prisioneros sospechosos de terrorismo» en un informe fruto de más de dos años de investigación. Entre las conclusiones se señalaba «los interrogatorios crueles y degradantes que maximizaban la ansiedad de los presos con el fin de facilitar su interrogatorio». Denunciaban que profesionales médicos que tienen que monitorizar la salud de los detenidos por la CIA en black sites «pudieron hacerlo de forma obligada y que los malos tratos provocaban que algunos médicos tuvieran que examinar a un preso hasta nueve veces en dos semanas».
En diciembre de 2014, el Comité de Inteligencia del Senado de Estados Unidos desclasificó parte de un demoledor informe, realizado por la mayoría demócrata, que describía los métodos de interrogatorio y torturas practicados por la CIA durante el Gobierno de George W. Bush (2001-2009). Definido por el New York Times como un «retrato de la depravación que es difícil de entender y aún más de digerir», el informe confirmó muchas de las prácticas —que se intuían— que se realizaban en cárceles ilegales y daba una radiografía sobre los 119 prisioneros identificados como víctimas de torturas y brutales interrogatorios, de los cuales 26, según el informe, podrían haber sido detenidos por error. El informe del Comité se mostraba muy crítico con las actividades de la agencia, autorizadas por el Gobierno hasta 2009, señalando que la CIA estaba mal preparada para la administración de las cárceles clandestinas, al tiempo que daba a entender que la agencia estaba en la práctica fuera del control político. Las técnicas de tortura utilizadas por la CIA — «interrogatorios reforzados», así llamados por la agencia—, según destacaba el informe, incluían el waterboarding —ahogamiento simulado—, privación de sueño durante hasta una semana en posiciones incómodas, amenazas repetidas de muerte o de abusos sexuales al detenido o a sus familiares, «alimentación rectal», desnudez, reclusión en celdas con insectos o ratas, wallings (golpear a un detenido contra la pared), baños helados, etc. El informe describía como algunos oficiales e interrogadores denunciaron la brutalidad de los métodos y quisieron detenerlos, pero los altos cargos los obligaron a continuar. La propia CIA aseguró al Congreso que «los horrores que el mundo vio en la prisión de Abu Ghraib en Irak no eran nada en comparación con el comportamiento de los carceleros e interrogadores en las prisiones secretas». Mientras, según recogió The Washington Post, un celador llegó a decir a un reo:

No podemos dejar que el mundo sepa lo que yo he hecho con vosotros.

El informe también señalaba la progresiva subcontratación de los interrogatorios y que la CIA había pagado 81 millones de dólares a sus contratistas antes de poner fin a estos programas en 2009. Una de las conclusiones del informe también señalaba la «ineficacia» de estos métodos en la recolección de inteligencia. James Mitchell, jefe del programa de interrogatorios, señaló la participación de agentes británicos en el programa; se especuló con que el Reino Unido habría maniobrado para eliminar referencias de su participación en el informe del Senado; el Gobierno británico desmintió su implicación, aunque reconoció contactos con la CIA.

### Implicación en el tráfico de drogas

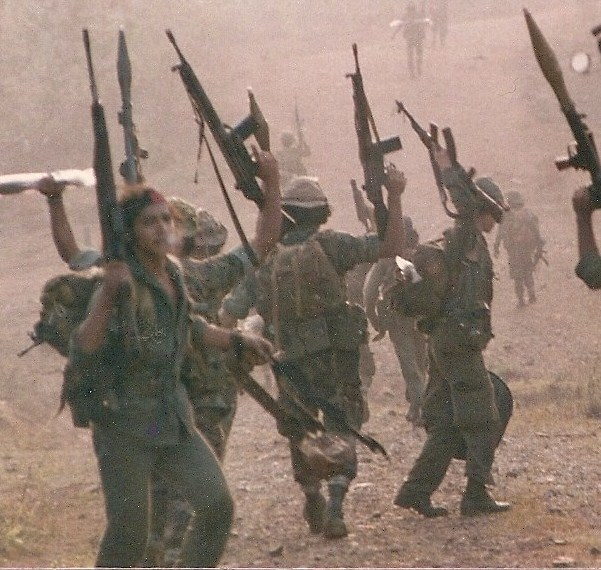
La financiación de la Contra nicaragüense, además de haber sido financiada por Estados Unidos con el dinero de armas vendidas a Irán, lo que dio lugar al escándalo Irán-Contra, también lo habría sido gracias a los beneficios del narcotráfico

La CIA está acusada de haber participado en el tráfico de drogas a nivel mundial con el fin de obtener financiación para apoyar a diversos grupos por todo el mundo. La agencia ha negado siempre y rotundamente tales acusaciones. La supuesta implicación de la CIA en el tráfico de drogas se sustenta principalmente en las extensas investigaciones realizadas por el profesor universitario Alfred W. McCoy y por el prestigioso periodista Gary Webb.
Según las investigaciones de McCoy, la CIA comenzó a implicarse ya en la década de 1940, aunque su predecesora, la OSS, lo habría hecho incluso antes. McCoy, que llegó a testificar ante el Congreso, sostiene que a través de la Conexión francesa la CIA ayudó a introducir heroína desde el sudeste asiático («Triángulo de oro») a los Estados Unidos a través de la compañía aérea Air America; también desvela la complicidad de la CIA con la mafia italo-estadounidense, en particular con Meyer Lansky o Lucky Luciano, quien habría ayudado a las tropas estadounidenses en Europa gracias a sus contactos a disminuir el poder de la resistencia italiana y francesa, compuestas en su mayoría por militantes izquierdistas. La CIA también habría colaborado y financiado a capos de la droga y señores de la guerra ―lo que habría creado un conflicto entre la guerra contra las drogas patrocinada por Estados Unidos y la guerra fría― en Birmania (década de 1950), Laos (1965-1975) o Afganistán (década de 1980), en este último apoyando por ejemplo al señor de la guerra Gulbudin Hekmatiar, líder del grupo armado Hezb-e Islami Gulbuddin. La trama también habría implicado el lavado de dinero; McCoy señala al Banco Nugan Hand y al Banco Internacional de Crédito y Comercio como los cómplices en el blanqueado del dinero procedente del narcotráfico, dinero que más tarde habría ido destinado a armar a guerrillas anticomunistas, como la Contra, como sucedió por ejemplo con Barry Seal, un narcotraficante estadounidense y piloto de la aeronave que realizó «vuelos secretos de cargamento» de la CIA.

Las embajadas enmascaraban la participación de Gobiernos enteros en el negocio, las aerolíneas contratadas por la CIA, como Air America, transportaban opio a raudales y agentes individuales estaban ligados al tráfico de opio. Como consecuencia indirecta de la participación norteamericana en el Triángulo Dorado hasta 1972, la producción de opio se disparó (...) El opio proveniente del Triángulo Dorado del sudeste asiático creció en un 70% y comenzó a ser responsable del 33% de la heroína vendida en Estados Unidos (...) En la mayor parte de los casos, el rol de la CIA era de complicidad, tolerancia o estudiada ignorancia acerca del tráfico, no de culpabilidad directa. La CIA no manipulaba la heroína pero proveía a los señores de la droga aliados con transporte, armas, y protección política. En resumen, el rol de la CIA en el narcotráfico era de indirecta complicidad más que de culpabilidad directa.
The Politics of Heroin in Southeast Asia. CIA complicity in the global drug trade, Alfred McCoy

Por su parte Gary Webb explica en su libro Dark Alliance, como la CIA cooperó con el narcotráfico ―se apunta a los cárteles, sobre todo a su cooperación con el Cartel de Medellín― para introducir crack en los barrios más deprimidos de las grandes metrópolis de Estados Unidos, lo que provocó unas tasas crecientes de consumo de drogas durante décadas, al tiempo que Webb señala que los beneficios de su venta eran blanqueados y después enviados fundamentalmente a la Contra nicaragüense que luchaba contra el FSLN.

### Investigaciones externas e informes oficiales

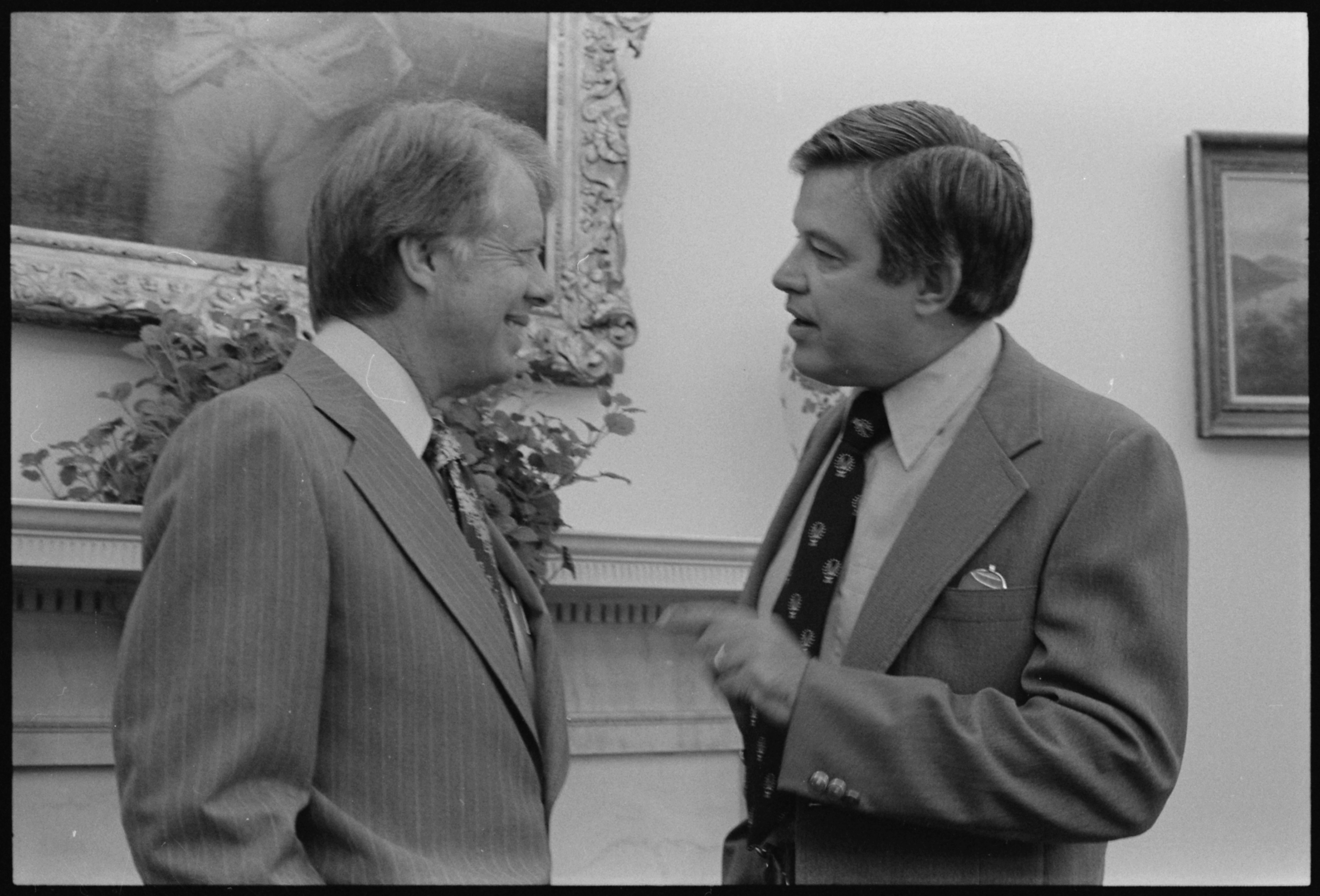
El senador demócrata Frank Church (derecha, a la izquierda está el presidente Carter), presidió el Comité Selecto del Senado, que revelaría en la década de 1970 muchas de las operaciones secretas de la agencia, además de la existencia de otras organizaciones de inteligencia secretas estadounidenses, como la NSA

En varios ocasiones desde la creación de la agencia, el Gobierno de los Estados Unidos ha elaborado informes sobre las acciones de la CIA y como se han cumplido las directrices que le fueron dadas en 1947. Estos informes son el resultado de estudios internos, investigaciones por comités del Congreso, el Senado u otras ramas del Gobierno, o simples comunicados y desclasificaciones periódicas de grandes cantidades de documentos por la propia CIA.
Otras investigaciones ―por ejemplo el Comité Church, la Comisión Rockefeller o el Comité Pike―, así como documentos desclasificados han revelado que la CIA, a veces, se ha extralimitado en sus funciones. Por ejemplo, el caso Watergate pudo deberse a las peticiones inapropiadas de funcionarios de la Casa Blanca. En algunos casos, la CIA violó las votaciones del Congreso, como en el caso Irán-Contra. En muchos casos, estos informes son la única fuente sobre la agencia accesible al público.

### Fallos en la seguridad y contraterrorismo
La Oficina de Seguridad del Directorio de Apoyo es responsable de la seguridad física de los edificios de la CIA y el almacenamiento y mantenimiento seguro de la información y las autorizaciones de seguridad al personal.
El actual Servicio Nacional Clandestino posee una rama de contrainteligencia, que tiene como función rastrear a empleados que proporcionen información a los servicios secretos de otros países. Otra de sus funciones es investigar posibles vínculos de personas contratadas de origen extranjero con alguna agencia extranjera y por lo tanto evitar intentos de penetrar en la estructura de la CIA o la formación de agentes dobles. La agencia también tiene la capacidad de lanzar ofensivas de contraespionaje, que tienen por objetivo intentar interferir y perjudicar las operaciones de servicios secretos extranjeros enemigos.

#### Fallos de seguridad
La colección de documentos joyas de la familia y otras informaciones revelaron que la agencia violó las leyes que prohíben a la CIA aplicar legislaciones internas ―realizar trabajos propios de un organismo policial― con la intención de ayudar a organizaciones locales de policía y proteger edificios de la CIA.
El 30 de diciembre de 2009, se produjo el Atentado de la Base Chapman, un ataque suicida yihadistas contra una importante base de la CIA en Afganistán. Siete agentes de la CIA murieron y seis fueron heridos de gravedad. La CIA investigó el atentado y como los terroristas evitaron las medidas de seguridad; la información salida a la luz apuntaba a que el terrorista suicida Abu-Mulal al-Balawi era un agente doble. Este atentado fue el ataque más letal que sufrió la CIA en más de 25 años.

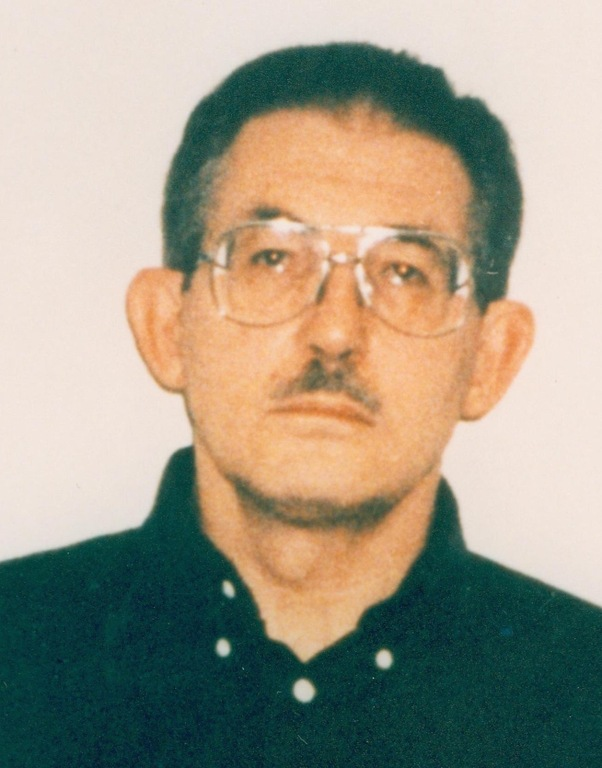
Aldrich Ames, agente doble de la CIA al servicio de la Unión Soviética, detenido en 1994

#### Fracasos en contrainteligencia
A lo largo de su historia, sobre todo durante la Guerra Fría, un importante número de espías de la CIA desertaron a países socialistas o eran agentes dobles, aunque también fueron varios los espías soviéticos que desertaron a Estados Unidos y colaboraron con la agencia. Tal vez en contrainteligencia el momento más perjudicial fue el vivido cuando desertaron los agentes de la KGB Yuri Nosenko y Anatoliy Golitsyn; el problema se centraba en que la información proporcionada por cada uno se contradecía y ambos de acusaban de manera recíproca de ser agentes dobles soviéticos. Muchos oficiales de la CIA cayeron bajo sospecha hasta el fin de sus carreras, aunque los hechos nunca quedaron completamente claros.
El 24 de febrero de 1994, la agencia se vio implicada en la detención del veterano oficial de 53 años Aldrich Ames, acusado de espiar para la Unión Soviética desde 1985. También puede citarse el caso de Harold James Nicholson.
Otros desertores o cuyas acciones son objeto de gran polémica por las implicaciones que tuvieron son Lee Harvey Oswald ―discutido―, E. Howard Hunt, Michael Townley, David Atlee Phillips, David Henry Barnett o William Kampiles, quien vendió a los soviéticos el manual de operaciones detallado del satélite de reconocimiento KH -11.
Sin embargo la CIA no tuvo escándalos similares a los vividos durante la Guerra fría por la inteligencia británica, que sufrió la traición de George Blake, Morris Cohen, Los cinco de Cambridge, o del oficial de alto rango Kim Philby.

### Fallos en el análisis de inteligencia
La agencia ha sido criticada por su supuesta falta de efectividad en la recopilación de inteligencia y su posterior análisis. El antiguo Director de la CIA Richard Hems comentó, tras el fin de la Guerra Fría que «la única superpotencia que queda no tiene suficiente interés en lo que está pasando en el mundo como para organizar y ejecutar un servicio de inteligencia». La CIA fue especialmente criticada por no predecir el colapso de la Unión Soviética ―solo unos años atrás señalaba su autosuficiencia y la imposibilidad de que sufriera un colapso a largo plazo―, su gestión en la crisis de los misiles, la caída del Sha en Persia o el 11-S.

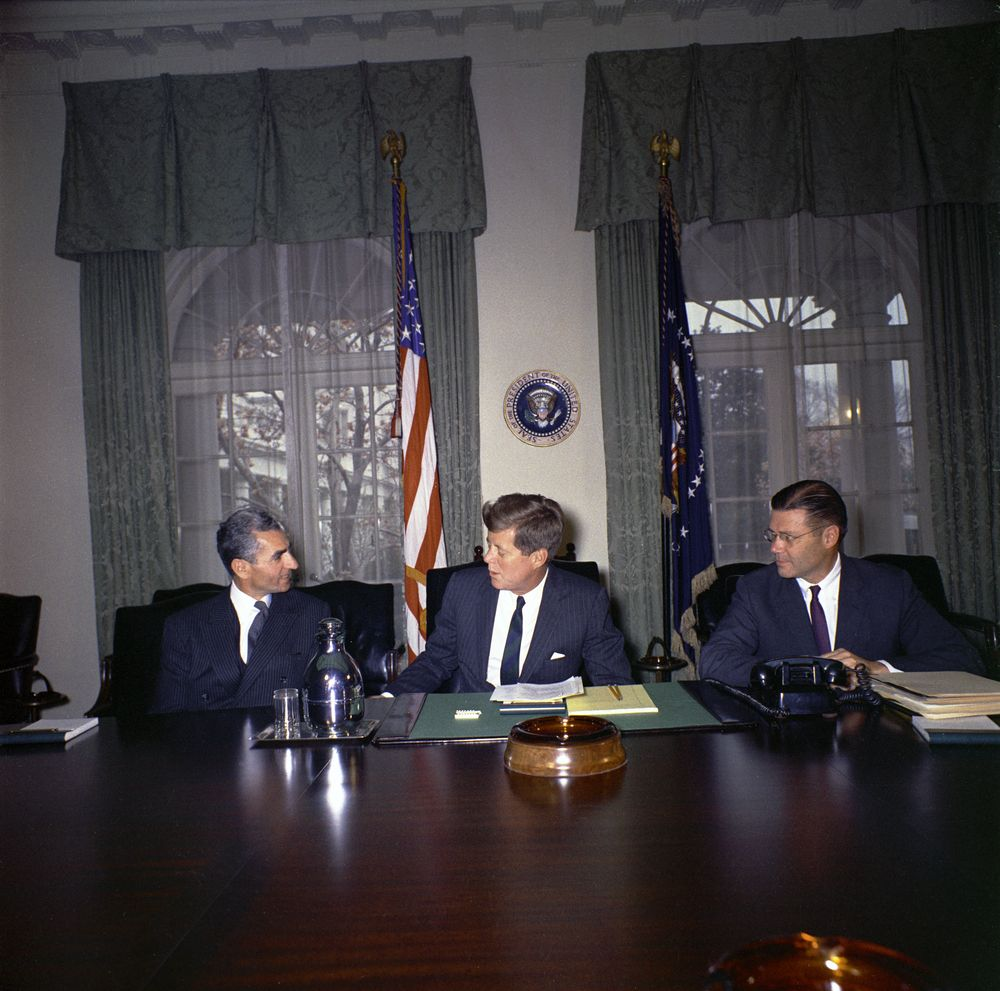
Algunos de los fallos que se achacan a la CIA fue su incapacidad de prever la caída del Sha de Persia ―Irán―, aliado de Estados Unidos (izquierda de la imagen)

Veteranos de la agencia, como el antiguo director en funciones y subdirector de la CIA, John Mclaughlin, han lamentado la incapacidad de la CIA de producir inteligencia con utilidad a largo plazo. McLaughlin señalaba que la CIA es ahogada por la Casa Blanca y el Pentágono para producir información instantánea y que «los analistas de inteligencia terminan siendo la Wikipedia de Washington». Sin embargo la agencia también ha sido reconocido por sus éxitos como el programa SR-71 y las operaciones en Afganistán en la década de 1980. Por otro lado, uno de sus fracasos más sonados fue cuando la CIA aseguró al presidente Truman que China no enviaría tropas a Corea el 13 de octubre de 1950; seis días después, más de un millón de soldados chinos entraron en Corea ―guerra de Corea―.
Los Papeles del Pentágono mostraron distintos aspectos de las operaciones de la CIA en Asia, sobre todo en la Indochina francesa, lo que más tarde sería Vietnam. Los papeles contenían distintas actividades y operaciones encubiertas, que a menudo entraban en conflicto con las posiciones de la Casa Blanca. La CIA fue criticado por no predecir las pruebas nucleares de la India de 1974, aunque si predijo en un informe de 1965 que en caso de que la India desarrollara la bomba nuclear, lo presentaría como un desarrollo con «fines pacíficos».
A partir del siglo XXI, la CIA fue muy criticada por no haber advertido sobre los atentados del 11 de septiembre de 2001. La Comisión del 11-S (9/11 Commission) criticaría la falta de coordinación e intercambio de información entre la CIA y el FBI en la prevención de atentados; el informe también criticaba los análisis de la CIA y la acusaba de haber obstaculizado la investigación. El director de la CIA George Tenet fue acusado de haber subestimado el peligro que representaba Al-Qaeda; Tenet criticó el informe y citó sus esfuerzos en su lucha contra la organización desde 1999.

### Mentir en el Congreso

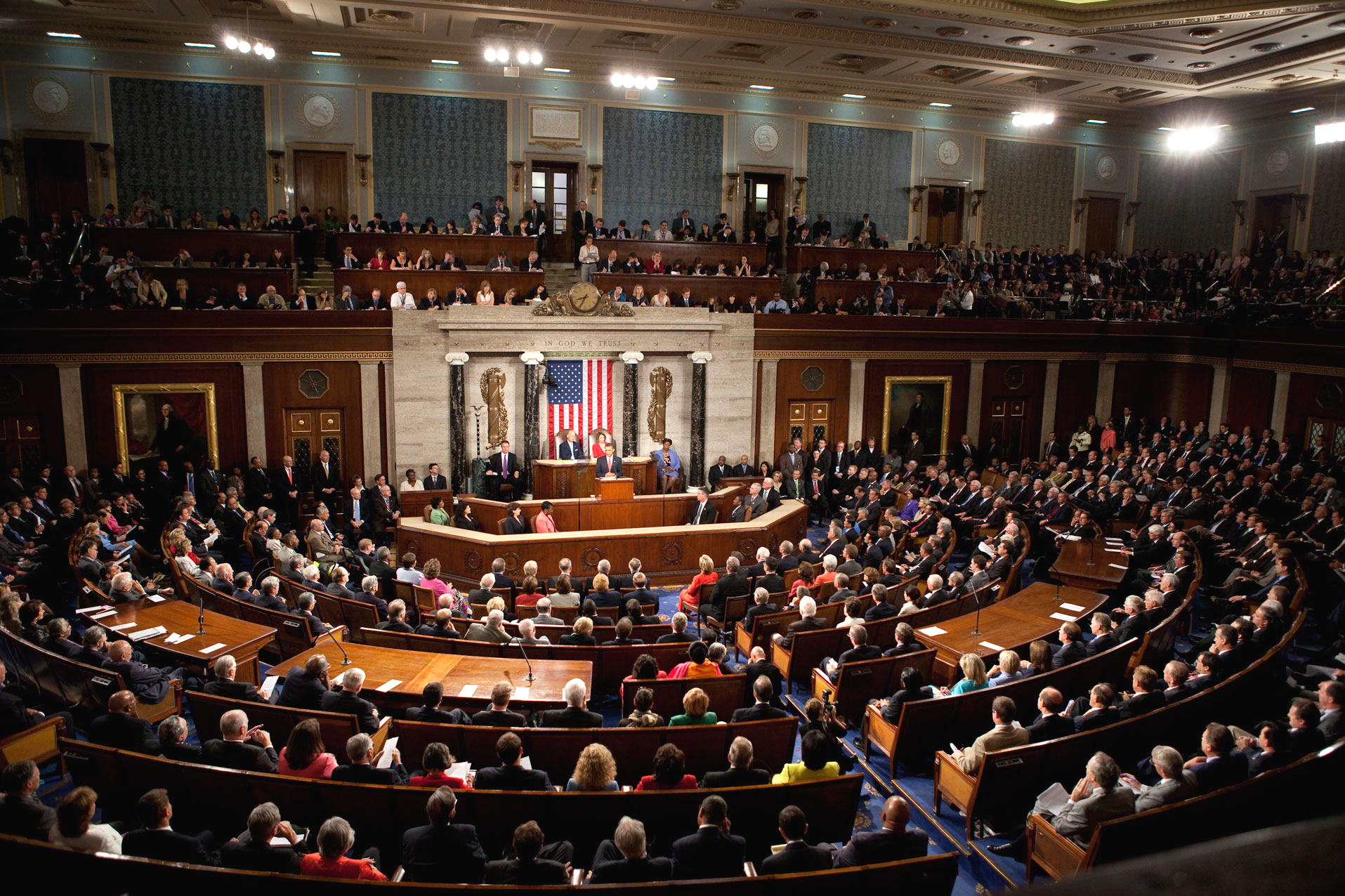
A lo largo de su historia la CIA ha mentido y espiado a miembros del Congreso y el Senado de Estados Unidos, órganos que deben controlar las actividades de la agencia

La expresidenta de la Cámara de Representantes de Estados Unidos, Nancy Pelosi, declaró que la CIA engañó repetidamente al Congreso desde el 2001 sobre distintas técnicas de tortura, aunque Pelosi declaró conocer esos programas. Seis miembros del Congreso afirmaron que Leon Panetta admitió que durante varios años desde el 2001 la CIA mintió al Congreso. Algunos miembros del Congreso dijeron que estas "mentiras" de la CIA son similares a las vertidas en periodos anteriores.
El 10 de julio de 2009, la presidenta del Subcomité de Inteligencia del Congreso, Han Schakoswsky, anunció el fin de un programa encubierto de la CIA no identificado y calificado como muy grave que la CIA había mantenido en secreto al Congreso durante ocho años. El periódico The Wall Street Journal, citando a exfuncionarios de inteligencia familiarizados con el programa, publicó que el programa habría tenido por objetivo la detención o asesinato de miembros de al-Qaeda mediante una autorización presidencial. Ante estas informaciones, el 17 de julio de 2009, el Comité de Inteligencia de la Cámara puso en marcha una investigación formal sobre el programa secreto. La Unión estadounidense por las Libertades Civiles dijo que estas políticas eran especialmente preocupantes y que los ciudadanos estadounidenses deben conservar sus derechos constitucionales incluso en el extranjero. La ACLU también expresó su preocupación por la falta de información sobre los potenciales abusos de los sistemas judiciales sin control.
En julio de 2014, el director de la CIA, John O. Brennan, pidió disculpas tras destaparse que la CIA había espiado a varios senadores pertenecientes al Comité de Inteligencia del Senado, que en ese momento investigaban los programas de tortura de la agencia. Previamente, en marzo de ese año, una senadora demócrata había acusado a la CIA de espiar la labor de investigación del Senado y eliminar documentos de un informe sobre las detenciones secretas; la senadora demócrata Dianne Feinstein acusó a la CIA de haber violado la Cuarta Enmienda a la Constitución de los Estados Unidos. El informe sobre las torturas fue publicado en diciembre de 2014 y en ese momento se convirtió en el más extenso de todos los publicados hasta el momento, a pesar de que solo se desclasificó menos de un 10 % de las más de 6200 páginas de informe. Este informe del Senado, muy crítico con las actividades de la agencia, reveló que la CIA engañó entre 2001 y 2009 a los miembros del Congreso y la Casa Blanca sobre la eficacia y alcance de sus brutales interrogatorios. El Comité señaló que la CIA filtraba información clasificada a determinados periodistas, exagerando el éxito de los métodos de interrogatorio, en un esfuerzo por ganarse el apoyo de la opinión pública. (más información del informe en la sección Violaciones de derechos humanos).

### Uso de programas de vacunación
La agencia sufrió la crítica generalizada de los profesionales de la salud pública cuando se conoció que la CIA utilizó un programa de vacunación en Abbottabad (Pakistán), en 2011 para obtener muestras de ADN de personas de un lugar donde se sospechaba que estaba viviendo Osama bin Laden, el líder de Al Qaeda. Más tarde los Navy Seals encontraron y mataron a bin Laden en esa ciudad. En mayo de 2014 un asesor de contraterrorismo del presidente Obama escribió a 13 decanos de prominentes escuelas de salud pública afirmando ―sin aportar ninguna prueba― que no era verdad que la CIA utilizara programas de vacunación ni trabajadores de la salud para espionaje.